# Volcan
Ne doit pas être confondu avec Volcan de boue.

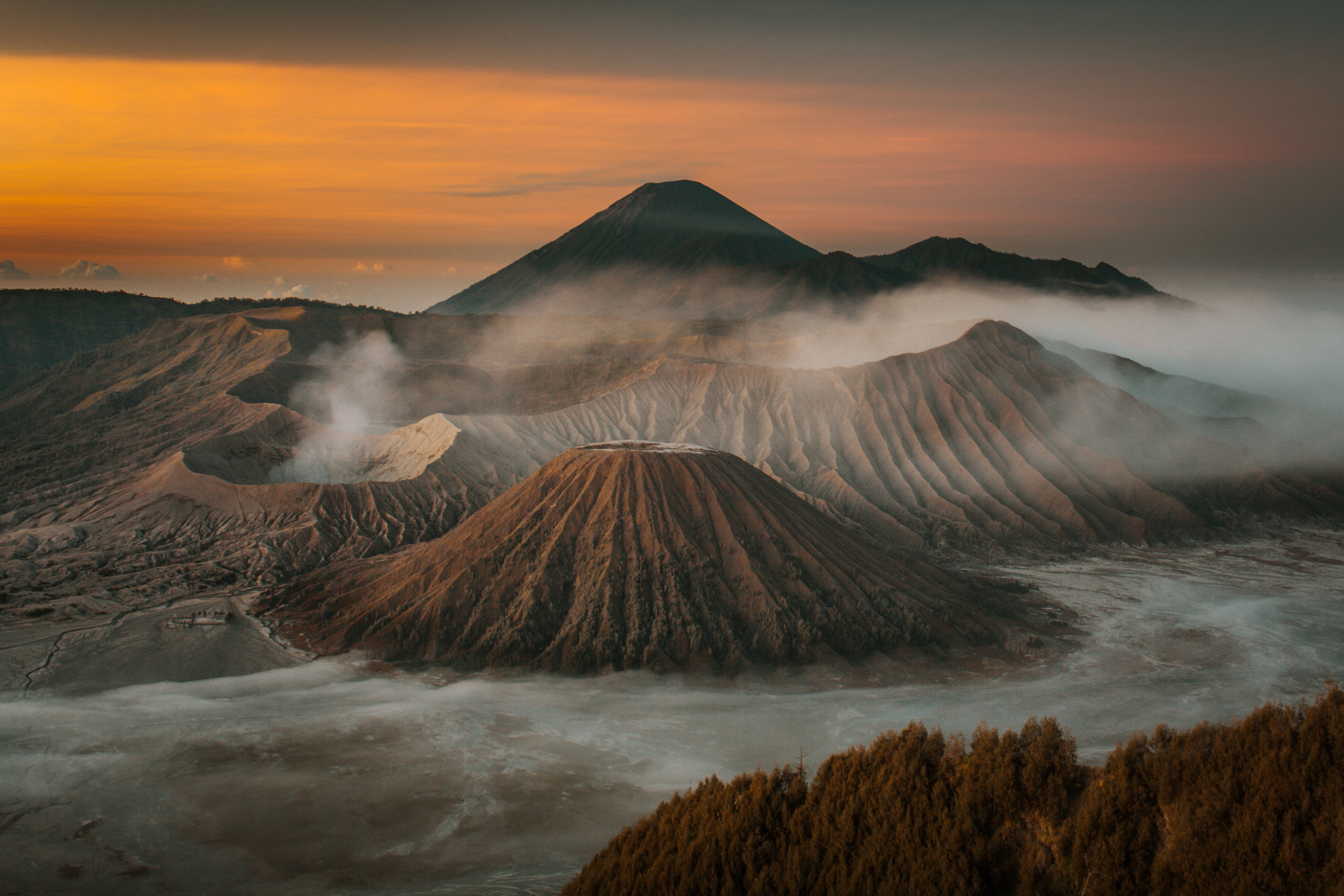
Les cratères de la caldeira Tengger et au loin le Semeru à Java, en Indonésie.

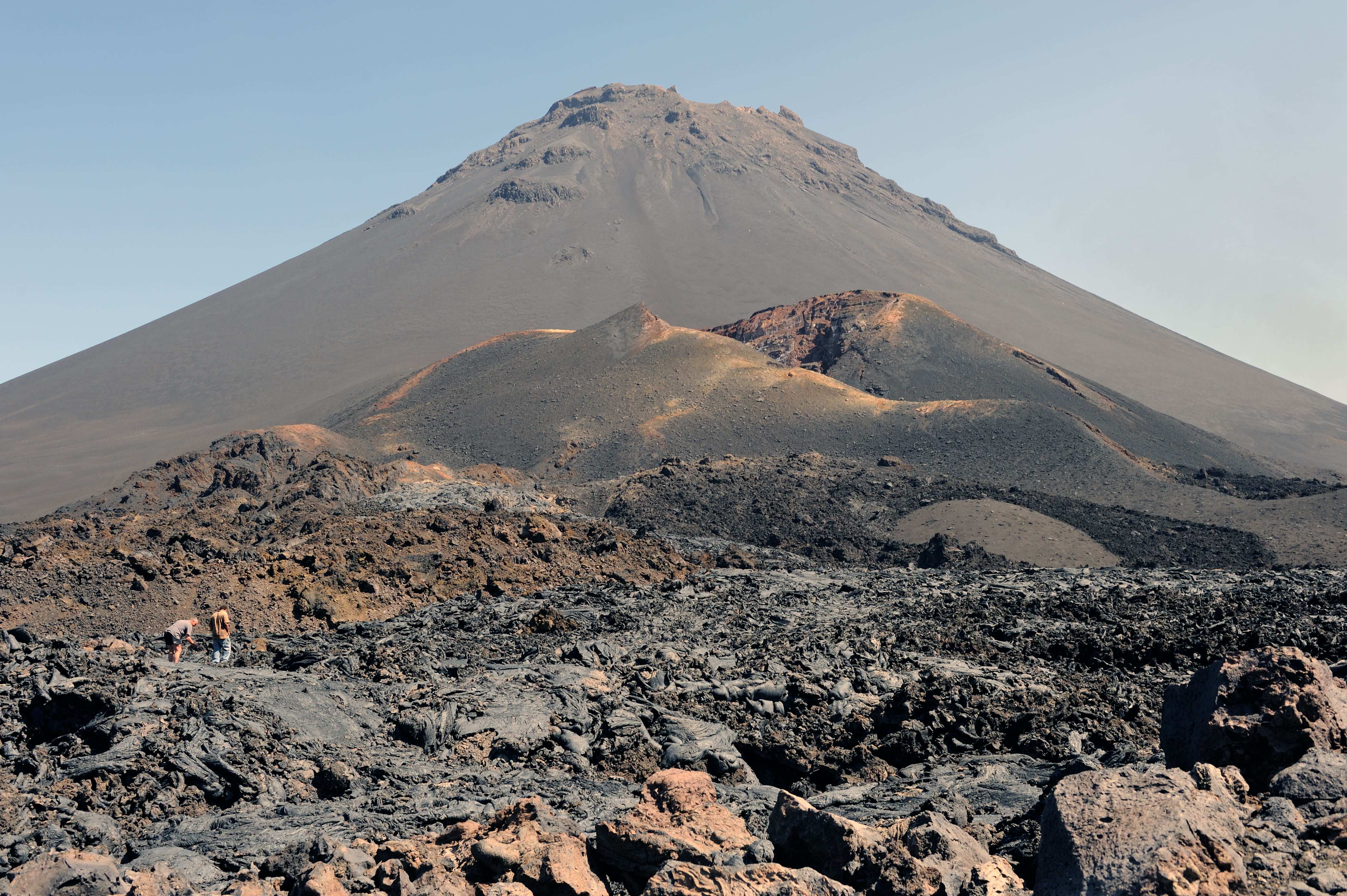
Le Pico do Fogo au Cap-Vert.

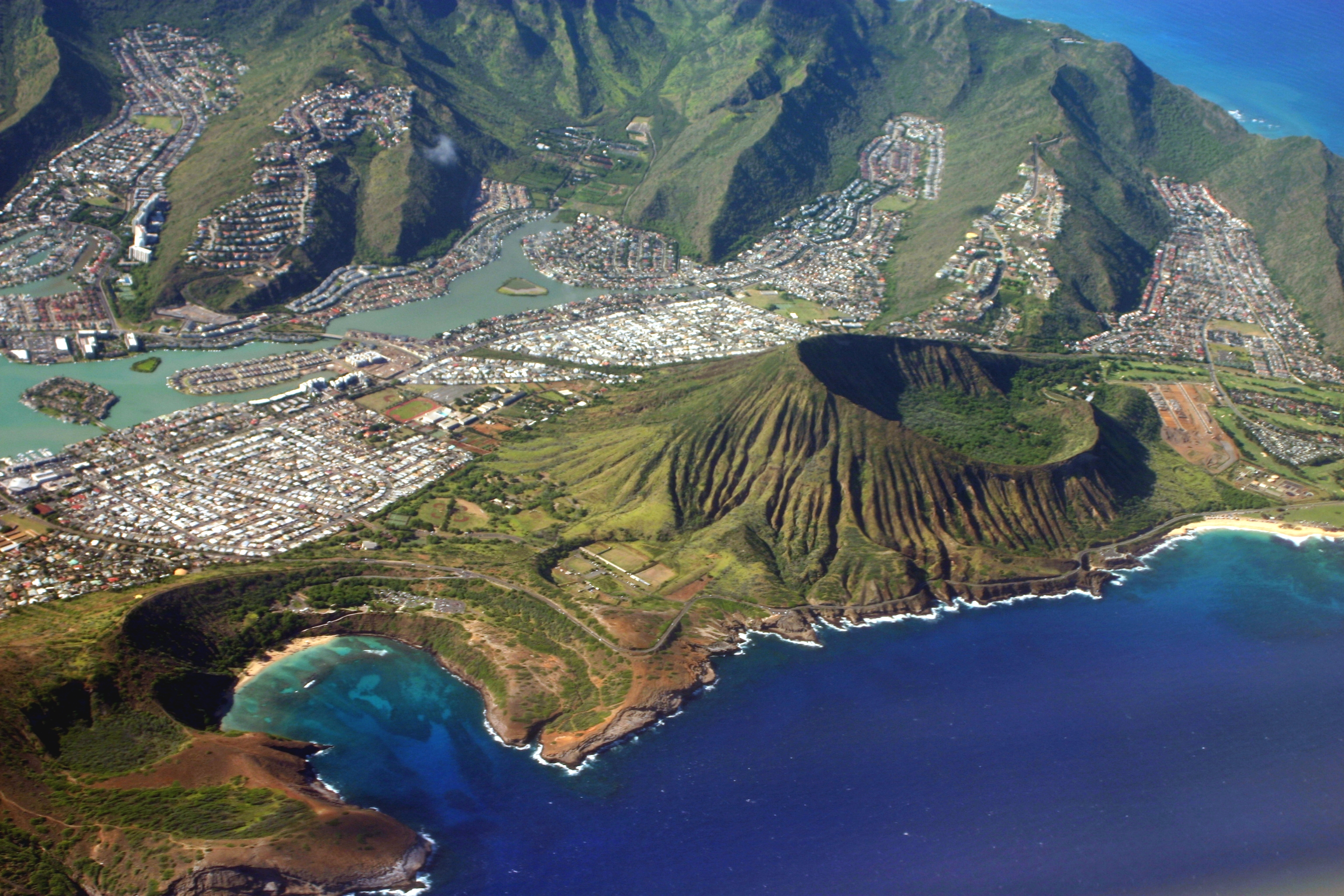
Volcans sur Oahu, à Hawaï.

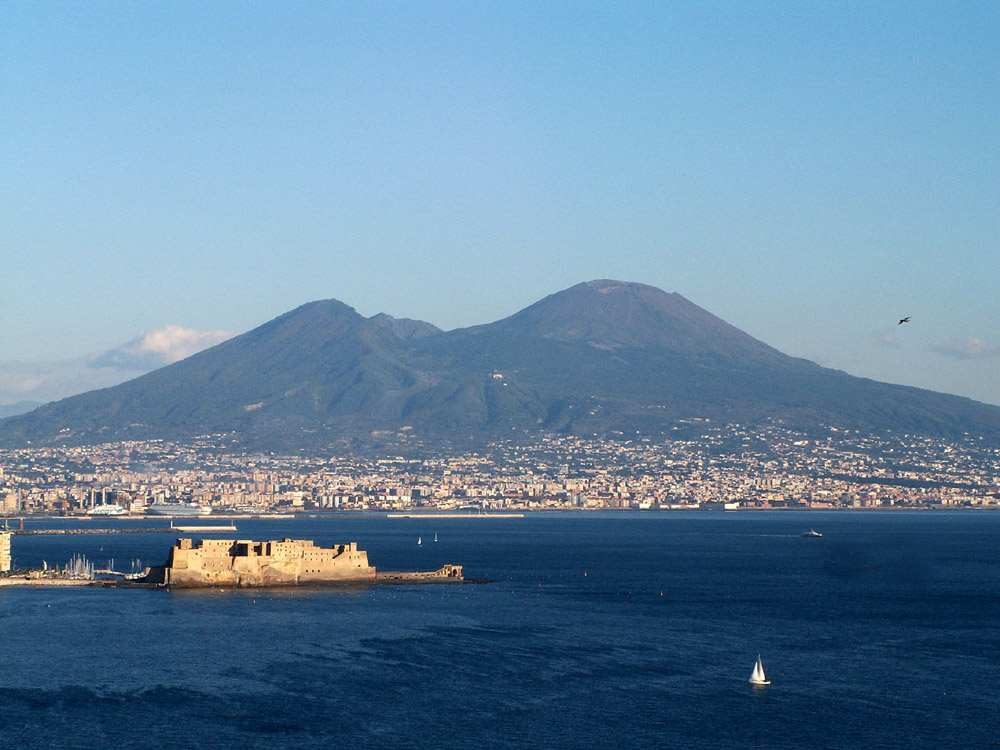
Le Vésuve en Italie.

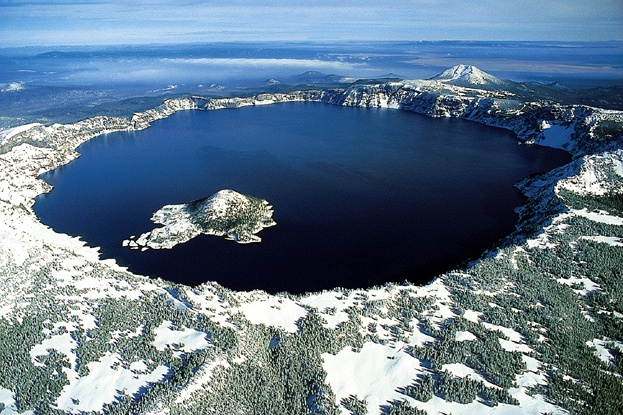
Le Crater Lake aux États-Unis.

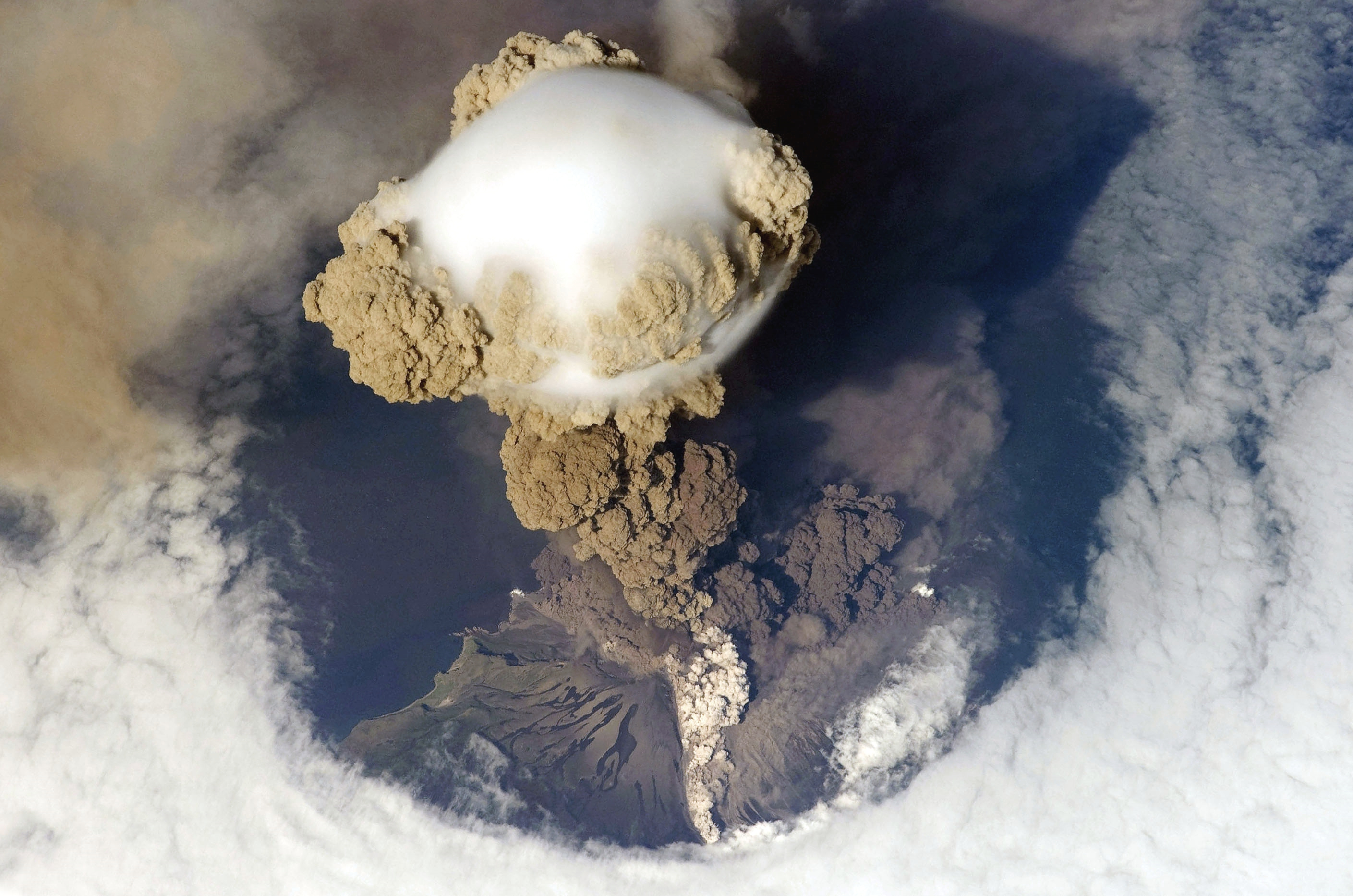
Photographie satellite du Sarytchev, sur l'île Matoua en Russie, en éruption le 12 juin 2009.

Un volcan est une structure géologique qui résulte de la montée d'un magma puis de l'éruption de matériaux (gaz et lave) issus de ce magma, à la surface de la croûte terrestre ou d'un autre astre. Il peut être aérien ou sous-marin.
La Smithsonian Institution recense 1 432 volcans actifs dans le monde, dont une soixantaine en éruption chaque année. Mais cela ne tient pas compte de la plupart des volcans sous-marins qui ne sont pas accessibles à l'observation, qui sont plus nombreux. Un grand nombre a été mis en évidence ailleurs dans le système solaire.
Entre 500 et 600 millions de personnes vivent sous la menace d'une éruption. Environ 10 % des humains sont menacés par les activités volcaniques. Pour prévenir ce risque naturel, il faut comprendre la formation des volcans et le mécanisme des éruptions. C'est le sujet de la volcanologie, également appelée « vulcanologie ».
Le magma provient de la fusion partielle du manteau et exceptionnellement de la croûte terrestre. L'éruption peut se manifester, de manière plus ou moins combinée, par des émissions de lave, par des émanations ou des explosions de gaz, par des projections de téphras, par des phénomènes hydromagmatiques, etc. Les laves refroidies et les retombées de téphras constituent des roches éruptives qui peuvent s'accumuler et atteindre des milliers de mètres d'épaisseur, formant ainsi des montagnes ou des îles. Selon la nature des matériaux, le type d'éruption, la fréquence d'éruption et l'orogenèse, les volcans prennent des formes variées, la plus typique étant celle d'une montagne conique couronnée par un cratère ou une caldeira. La définition de ce qu'est un volcan a évolué au cours des derniers siècles en fonction de la connaissance que les géologues en avaient et de la représentation qu'ils pouvaient en donner.
Les volcans sont souvent des édifices complexes qui ont été construits par une succession d'éruptions et qui, dans la même période, ont été partiellement démolis par des phénomènes d'explosion, d'érosion ou d'effondrement. Il est ainsi fréquent d'observer diverses structures superposées ou emboîtées.
Au cours de l'histoire d'un volcan, les types d'éruptions peuvent varier, entre deux types opposés : 
- les éruptions effusives, avec des coulées de laves fluides, qui sont en général les moins dangereuses ;
- les éruptions explosives, plus meurtrières.

Les bases de données scientifiques classifient le plus souvent les volcans par leur morphologie et/ou leur structure. La classification par type d'éruption reste difficile même si elle peut apparaître chez quelques auteurs français.

## Étymologie
Le substantif masculin « volcan » est un emprunt à l'espagnol volcán, substantif masculin de même sens, issu, par l'intermédiaire de l'arabe burkān, du latin Vulcanus, nom de Vulcain, le dieu romain du feu, et de Vulcano, une des îles Éoliennes, archipel volcanique au large de la Sicile.

## Caractéristiques

### Structures et reliefs

Schéma structural d'un volcan type.

Un volcan est formé de différentes structures que l'on retrouve en général chez chacun d'eux :
- une chambre magmatique alimentée par du magma venant du manteau et jouant le rôle de réservoir et de lieu de différenciation du magma. Lorsque celle-ci se vide à la suite d'une éruption, le volcan peut s'affaisser et donner naissance à une caldeira. Les chambres magmatiques se trouvent entre dix et cinquante kilomètres de profondeur dans la lithosphère[7][source insuffisante] ;
- une cheminée volcanique qui est le lieu de transit privilégié du magma de la chambre magmatique vers la surface ;
- un cratère ou une caldeira sommitale où débouche la cheminée volcanique ;
- une ou plusieurs cheminées volcaniques secondaires partant de la chambre magmatique ou de la cheminée volcanique principale et débouchant en général sur les flancs du volcan, parfois à sa base ; elles peuvent donner naissance à de petits cônes volcaniques secondaires ;
- des fissures latérales qui sont des fractures longitudinales dans le flanc du volcan provoquées par son gonflement ou son dégonflement[réf. nécessaire] ; elles peuvent permettre l'émission de lave sous la forme d'une éruption fissurale.

### Matériaux émis
Tous les volcans en activité émettent des gaz, mais pas toujours des matériaux solides (laves, tephra). C'est le cas du Dallol qui n'émet que des gaz chauds.

#### Gaz volcaniques

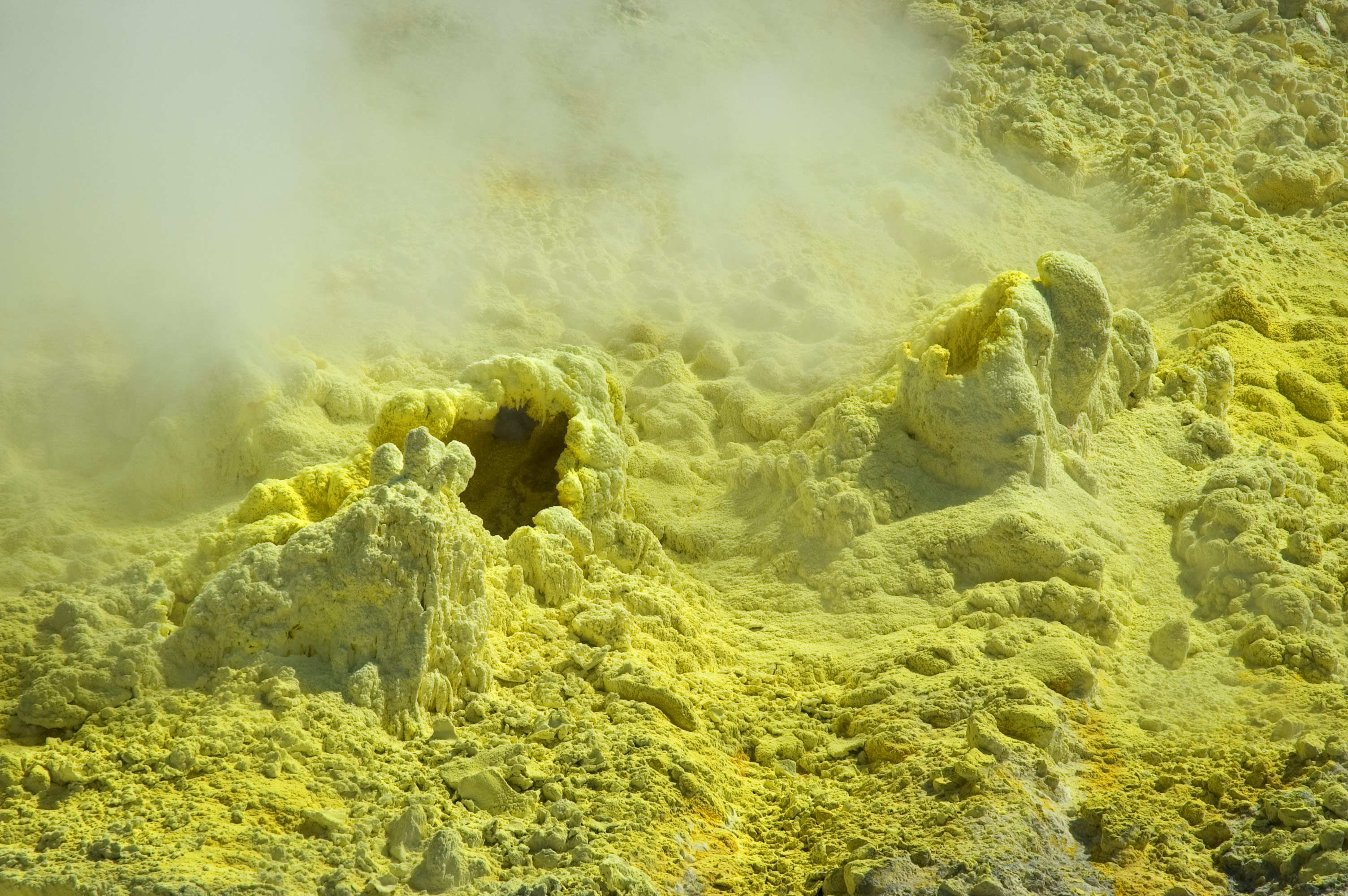
Des fumerolles dont le nuage trahit la présence d'eau et les cristaux la présence de soufre dans les gaz volcaniques.

Les gaz volcaniques sont principalement composés de :
- vapeur d'eau à teneur de 50 à 90 % ;
- dioxyde de carbone à teneur de 5 à 25 % ;
- dioxyde de soufre à teneur de 3 à 25 %.

Puis viennent d'autres éléments volatils comme le monoxyde de carbone, le chlorure d'hydrogène, le dihydrogène, le sulfure d'hydrogène, etc. Le dégazage du magma en profondeur peut se traduire à la surface par la présence de fumerolles autour desquelles des cristaux, le plus souvent de soufre, peuvent se former.
Ces émissions proviennent d'un magma qui contient ces gaz dissous. Le dégazage des magmas qui progresse sous la surface du sol est un phénomène déterminant dans le déclenchement d'une éruption et dans le type éruptif. Le dégazage fait monter le magma le long de la cheminée volcanique, ce qui peut donner le caractère explosif et violent d'une éruption en présence d'un magma visqueux.

#### Tephras et laves

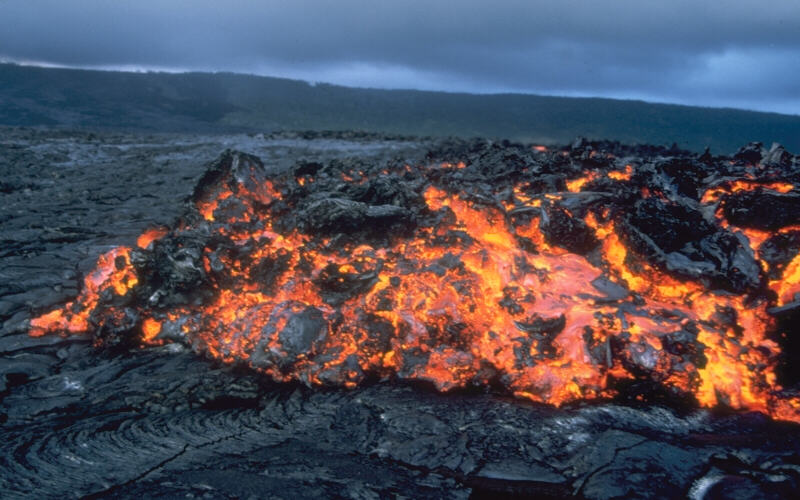
Lave ʻaʻā émise par le Kīlauea à Hawaï aux États-Unis.

Selon que le magma provient de la fusion du manteau ou d'une partie de la lithosphère, il n'aura ni la même composition minérale, ni la même teneur en eau ou en gaz volcaniques, ni la même température. De plus, selon le type de terrain qu'il traverse pour remonter à la surface et la durée de son séjour dans la chambre magmatique, il va soit se charger, soit se décharger en minéraux, en eau et/ou en gaz et va plus ou moins se refroidir. Pour toutes ces raisons, les tephras et les laves ne sont jamais exactement les mêmes d'un volcan à un autre, ni même parfois d'une éruption à une autre sur le même volcan, ni au cours d'une éruption, qui voit généralement la lave la plus transformée et donc la plus légère émise au début.
Les matériaux émis par les volcans sont généralement des roches composées de microlites noyés dans un verre volcanique. Dans le basalte, les minéraux les plus abondants sont la silice, les pyroxènes et les feldspaths alors que l'andésite est plus riche en silice et en feldspaths. La structure de la roche varie également : si les cristaux sont fréquemment petits et peu nombreux dans les basaltes, ils sont en revanche généralement plus grands et plus nombreux dans les andésites, signe que le magma est resté plus longtemps dans la chambre magmatique. 95 % des matériaux émis par les volcans sont des basaltes ou des andésites.
Le matériau le plus connu émis par les volcans est la lave sous forme de coulées. De type basaltique provenant de la fusion du manteau dans le cas d'un volcanisme de point chaud, de dorsale ou de rift ou andésitique provenant de la fusion de la lithosphère dans le cas d'un volcanisme de subduction, plus rarement de type carbonatique, elles sont formées de laves fluides qui s'écoulent le long des flancs du volcan. La température de la lave est comprise entre 700 et 1 200 °C et les coulées peuvent atteindre des dizaines de kilomètres de longueur, une vitesse de cinquante kilomètres par heure et progresser dans des tunnels de lave. Elles peuvent avoir un aspect lisse et satiné, appelée alors « lave pāhoehoe » ou « lave cordée », ou un aspect rugueux et coupant, appelée alors « lave ʻaʻā ». Les coulées de ces laves, faisant parfois plusieurs mètres d'épaisseur, peuvent mettre des dizaines d'années à se refroidir totalement. Dans certains cas exceptionnels, de la lave en fusion peut remplir le cratère principal ou un cratère secondaire et former un lac de lave. La survie des lacs de lave résulte d'un équilibre entre apport de lave venant de la chambre magmatique et débordement à l'extérieur du cratère associé à un brassage permanent par des remontées de gaz volcaniques afin de limiter le durcissement de la lave. Ces lacs de lave ne naissent que lors d'éruptions hawaïennes, la grande fluidité de la lave permettant la formation et le maintien de ces phénomènes. Le Kīlauea à Hawaï et le piton de la Fournaise à La Réunion sont deux volcans qui possèdent des lacs de lave lors de certaines de leurs éruptions. L'Erta Ale en Éthiopie et le mont Erebus en Antarctique sont parmi les seuls volcans au monde à posséder un lac de lave de manière quasi permanente. Lors de certaines éruptions de l'Erta Ale, son lac de lave se vide ou au contraire son niveau remonte jusqu'à déborder et former des coulées sur les pentes du volcan.

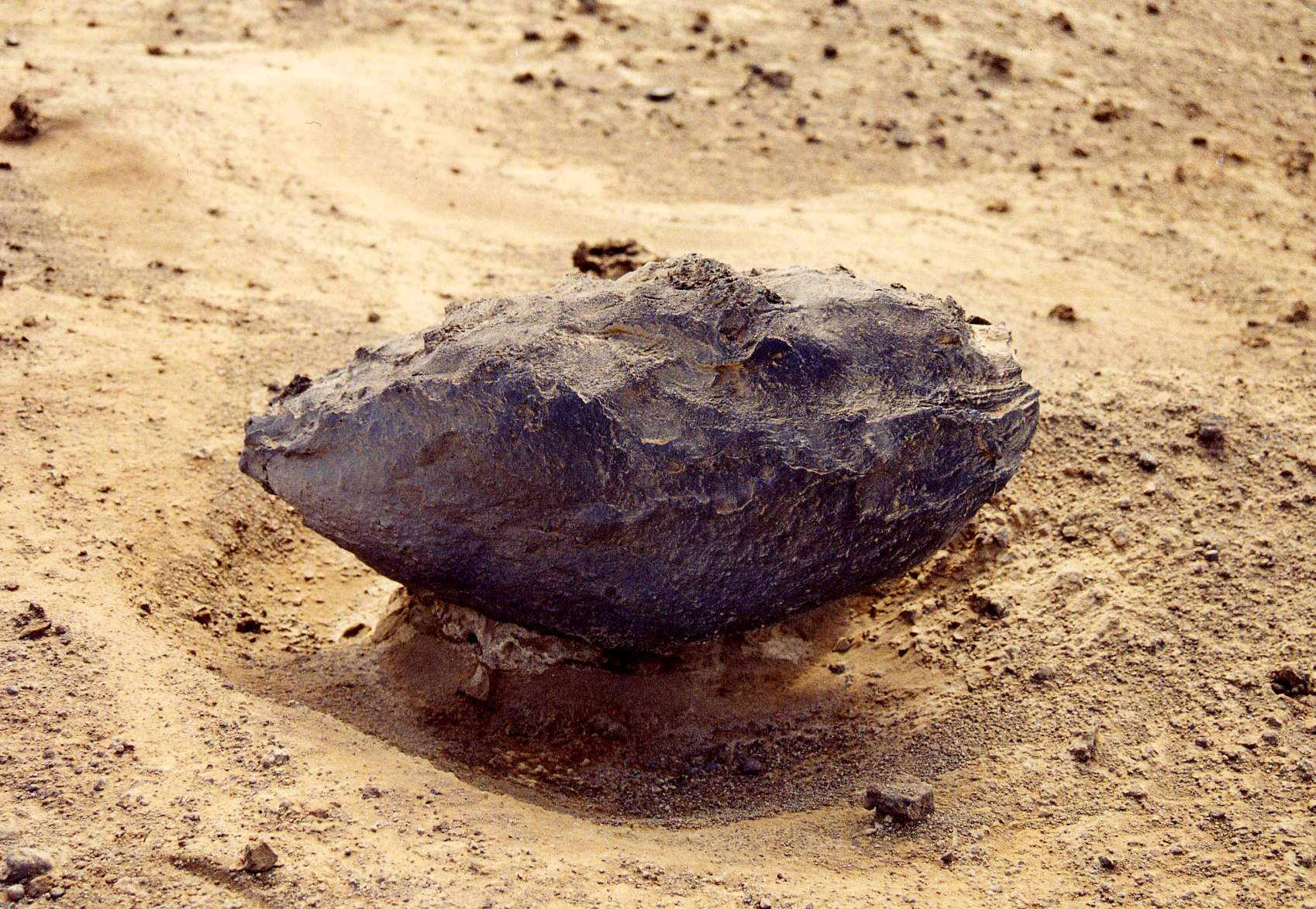
Bombe volcanique sur un lit de tephras (cendres et scories) sur les pentes du Capelinhos aux Açores, Portugal.

Le plus souvent, les matériaux volcaniques sont composés de tephras ; ce sont les cendres volcaniques, les lapilli, les scories, les pierres ponces, les bombes volcaniques, les blocs rocheux ou basaltiques, les obsidiennes, etc. Il s'agit de magma et de morceaux de roche arrachés du volcan qui sont pulvérisés et projetés parfois jusqu'à des dizaines de kilomètres de hauteur dans l'atmosphère. Les plus petits étant les cendres, il leur arrive de faire le tour de la Terre, portées par les vents dominants. Les bombes volcaniques, les éjectas les plus gros, peuvent avoir la taille d'une maison et retombent en général à proximité du volcan. Lorsque les bombes volcaniques sont éjectées alors qu'elles sont encore en fusion, elles peuvent prendre une forme en fuseau lors de leur trajet dans l'atmosphère, en bouse de vache lors de leur impact au sol ou en croûte de pain en présence d'eau. Les lapilli, qui ressemblent à de petits cailloux, peuvent s'accumuler en épaisses couches et former ainsi la pouzzolane. Les pierres ponces, véritable mousse de lave, sont si légères et contiennent tellement d'air qu'elles peuvent flotter sur l'eau. Enfin, quand de fines gouttes de lave sont éjectées et portées par les vents, elles peuvent s'étirer en de longs filaments appelés « cheveux de Pélé ».

#### Origine des matériaux émis
Le magma est de la roche fondue située dans le sous-sol et contenant des gaz dissous qui seront libérés lors de la progression du liquide et à cause de la baisse de pression qui en découle. Lorsque le magma arrive en surface et perd ses gaz, on parle de lave.
Le magma a une consistance fluide à visqueuse. Il s'est formé à partir de la fusion partielle du manteau ou plus rarement de la croûte terrestre. L'origine peut être :
- une décompression comme dans une dorsale ;
- un apport d'eau comme dans une zone de subduction ;
- une augmentation de température dans le cas d'un enfouissement de roches conséquent à des mouvements tectoniques.

Généralement, ce magma remonte vers la surface en raison de sa densité plus faible et se stocke dans la lithosphère en formant une chambre magmatique. Dans cette chambre, il peut subir une cristallisation totale ou partielle et/ou un dégazage qui commence à le transformer en lave. Si la pression et la cohésion des terrains qui le recouvrent deviennent insuffisantes pour le contenir, il remonte le long d'une cheminée volcanique (où la baisse de pression due à la remontée produit un dégazage qui diminue encore la densité de l'émulsion résultante) pour être émis sous forme de lave, c'est-à-dire totalement ou partiellement dégazé.
La présence d'eau dans le magma modifie significativement, voire complètement, le dynamisme volcanique et les propriétés rhéologiques des magmas. Elle abaisse notamment le seuil de mélange de près de 200 °C entre des magmas saturés en eau et son exsolution (formation de bulles lorsqu'il remonte vers la surface) entraîne une réduction significative des viscosités. Les magmas terrestres peuvent contenir jusqu'à 10 % de leur poids en eau (principalement dans leurs minéraux sous forme hydroxylée supercritique, du type amphibole) et il y a, selon les modèles, l'équivalent d'un à sept océans terrestres dans le manteau, si bien que les volcanologues parlent de plus en plus d'hydrovolcanisme et d'hydrovolcanologie.

## Classifications des volcans
Il existe plusieurs manières de classer les volcans, mais leur diversité est tellement grande qu'il y a toujours des exceptions ou des intermédiaires entre plusieurs catégories. Les classifications les plus courantes distinguent des types de volcans suivant la morphologie, la structure et parfois le type d'éruption :

### Selon la morphologie et la structure
- volcan bouclier lorsque son diamètre est très supérieur à sa hauteur en raison de la fluidité des laves qui peuvent parcourir des kilomètres avant de s'arrêter ; le Mauna Kea, l'Erta Ale ou le piton de la Fournaise en sont des exemples[21] ;
- stratovolcan lorsque son diamètre est plus équilibré par rapport à sa hauteur en raison de la plus grande viscosité des laves ; il s'agit des volcans aux éruptions explosives comme le Vésuve, le mont Fuji, le Merapi ou le mont Saint Helens[22] ;
- volcan fissural formé par une ouverture linéaire dans la croûte terrestre ou océanique par laquelle s'échappe de la lave fluide ; les volcans des dorsales se présentent sous forme de fissure comme les Lakagígar ou le Krafla[23] ;
- dôme volcanique (puy de Dôme)[8], grand dôme volcanique formé par l'accumulation et le refroidissement d'une lave visqueuse ;
- caldeira[20], vaste dépression due à l'effondrement des roches au-dessus d'une chambre magmatique : champs Phlégréens, le Santorin[8], caldeira de Yellowstone ;
- cône de scories[24], accumulation de matière éjectée autour d'un cratère : puy Pariou ;
- cratère d'explosion, dépression due à une ou plusieurs explosions. Il n'y a pas de cône : Dallol[25]. Lorsque la dépression est remplie par un lac, on appelle cela un maar : Gour de Tazenat.

Comme toute classification de phénomènes naturels, beaucoup de cas sont intermédiaires entre les types purs : l'Etna ressemble à un stratovolcan posé sur un volcan bouclier, Hekla est à la fois un stratovolcan et un volcan fissural. Dans Volcanoes of the World, Tom Simkin and Lee Siebert listent 26 types morphologiques.
Si on considère des zones plus larges comportant souvent plusieurs volcans, on peut distinguer :
- les complexes de caldeira rhyolitiques, comme la caldeira de Yellowstone, qui n'ont pas d'édifice volcanique ;
- les champs monogéniques volcaniques, qui présentent de multiples édifices comme des cônes de scories édifiés chacun en une seule fois ;
- les trapps, grands plateaux formés par l'accumulation de lave sur de très grandes surfaces ;
- les dorsales médio-océaniques.

### Selon le type d'éruption
Cette classification simpliste, absente de la littérature scientifique, est notamment utilisée en vulgarisation, dans les médias grand public, et pour une première approche pédagogique scolaire. Selon l'université de l'Oregon, il faudrait au moins six catégories pour englober plus de 90 % des volcans. Dans ce type de classement, on retient en général pour un volcan le type d'éruption le plus récent ou le plus fréquent, faisant abstraction de la longue et complexe histoire éruptive du volcan.
Ce mode de classification, largement contesté,,, répartit le plus souvent les volcans en deux catégories :
- les volcans effusifs, ou « volcans rouges », aux éruptions relativement calmes qui émettent des laves fluides sous la forme de coulées. Ce sont les volcans de « point chaud », et les volcans d'« accrétion » principalement représentés par les volcans sous-marins des dorsales océaniques. Les volcans boucliers sont rangés dans cette catégorie ;
- les volcans explosifs, ou « volcans gris », aux éruptions explosives qui émettent des laves pâteuses et des cendres sous la forme de nuées ardentes ou coulées pyroclastiques et de panaches volcaniques. Ils sont principalement associés au phénomène de subduction comme les volcans de la ceinture de feu du Pacifique. Les stratovolcans sont rangés, en simplifiant beaucoup, dans cette catégorie.

## Fréquence des éruptions
La « naissance » d'un volcan correspond à sa première éruption volcanique qui le fait sortir de la lithosphère. La naissance d'un nouveau volcan est un phénomène qui se produit plusieurs fois par siècle. Il a pu être observé en 1943 avec le Paricutín : une fracture laissant s'échapper des gaz volcaniques et de la lave dans un champ a donné naissance à un volcan de 460 mètres de haut en neuf mois. En 1963, le volcan sous-marin de Surtsey émergea au sud de l'Islande formant ainsi une nouvelle île et un nouveau volcan terrestre.
Il n'y a pas de consensus chez les volcanologues quant à la définition d'un volcan actif, dormant ou éteint, mais un volcan est le plus souvent qualifié d'éteint lorsque sa dernière éruption remonte à plus de 10 000 ans, d'endormi lorsqu'il a connu sa dernière éruption entre il y a 10 000 ans et quelques centaines d'années et d'actif lorsque sa dernière éruption remonte à quelques décennies au maximum.
Certains volcans, dits monogéniques, naissent lors d'une seule période éruptive qui peut durer — avec ou sans des interruptions — de quelques jours à quelques dizaines voire centaines d'années, après quoi ils s'éteignent. C'est par exemple le cas de la plupart des volcans de la chaîne des Puys (Massif central, France), formés entre 11500 et 5000 av. J.-C. mais par une seule éruption pour chaque édifice volcanique. C'est aussi le cas du Paricutín (Michoacán, Mexique), que l'on a vu naître en 1943 et dont l'éruption a perduré jusqu'en 1948, plus un second et dernier dernier épisode éruptif de trois mois en 1952.
Les volcans les plus imposants connaissent de nombreuses éruptions ou périodes éruptives au cours d'une vie de plusieurs centaines à millions d'années, séparées par des périodes de dormance. La durée séparant deux épisodes éruptifs est variable mais souvent d'un même ordre de grandeur, très différent d'un volcan à l'autre : certains ne connaissent qu'une éruption en plusieurs centaines de milliers d'années comme le supervolcan de Yellowstone (nord-ouest des États-Unis), tandis que d'autres sont en éruption quasi permanente comme le Stromboli (îles Éoliennes, Italie) depuis le Moyen Âge voire l'Antiquité, ou le Merapi (Java, Indonésie) depuis le IIe siècle.
La fréquence des éruptions permet d'évaluer l'aléa, c'est-à-dire la probabilité qu'une zone puisse subir les effets d'une éruption. Cet aléa, combiné avec le type de manifestation volcanique et la présence de populations et sa vulnérabilité, permet d'évaluer le risque volcanique.

## Origine du volcanisme

Répartition mondiale du volcanisme correspondant aux frontières des plaques tectoniques

D'après le modèle de la tectonique des plaques, le volcanisme est intimement lié aux mouvements des plaques tectoniques. En effet, c'est en général à la frontière entre deux plaques que les conditions sont réunies pour la formation de volcans.

### Volcanisme de divergence

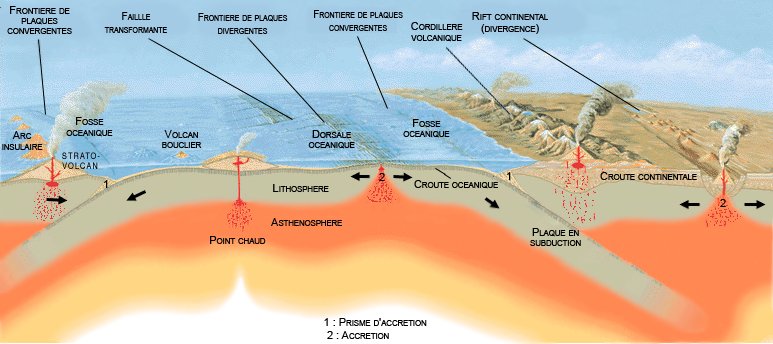
Schéma général des différents types de volcanisme associés aux mouvements des plaques tectoniques.

Dans le rift des dorsales, l'écartement de deux plaques tectoniques amincit la lithosphère, entraînant une remontée de roches du manteau. Celles-ci, déjà très chaudes à environ 1 200 °C, se mettent à fondre partiellement en raison de la décompression. Cela donne du magma qui s'infiltre par des failles normales. Entre les deux bords du rift, des traces d'activités volcaniques telle que des pillow lava ou « laves en coussin » se forment par une émission de lave fluide dans une eau froide. Ces roches volcaniques constituent ainsi une partie de la croûte océanique.
Dans les rifts continentaux, il se produit le même processus, à ceci près que la lave ne s'écoule pas sous l'eau et ne donne pas de laves en coussins. C'est le cas du volcanisme de la dépression de l'Afar.

### Volcanisme de subduction

Schéma du volcanisme au niveau d'une convergence océan-continent.

Schéma du volcanisme au niveau d'une convergence océan-océan.

Lorsque deux plaques tectoniques se chevauchent, la lithosphère océanique, glissant sous l'autre lithosphère océanique ou continentale, plonge dans le manteau et subit des transformations minéralogiques. L'eau contenue dans la lithosphère plongeante s'en échappe alors et vient hydrater le manteau, provoquant sa fusion partielle en abaissant son point de fusion. Ce magma remonte et traverse la lithosphère chevauchante, créant des volcans. Si la lithosphère chevauchante est océanique, un arc volcanique insulaire se formera, les volcans donnant naissance à des îles. C'est le cas des Aléoutiennes, du Japon ou des Antilles. Si la lithosphère chevauchante est continentale, les volcans se situeront sur le continent, en général dans une cordillère. C'est le cas des volcans de la cordillère des Andes ou de la chaîne des Cascades. Ces volcans sont en général des volcans gris, explosifs et dangereux. Cela est dû à leur lave visqueuse car riche en silice, qui a du mal à s'écouler ; de plus, les magmas qui remontent sont riches en gaz dissous (eau et dioxyde de carbone), dont la libération soudaine peuvent former des nuées ardentes. La ceinture de feu du Pacifique est formée en quasi-majorité de ce type de volcan.

### Volcanisme intra-plaque et de point chaud
Il arrive parfois que des volcans naissent loin de toute limite de plaque lithosphérique (il pourrait y avoir plus de 100 000 montagnes sous-marines de plus de 1 000 mètres). Ils sont en général interprétés comme des volcans de point chaud. Les points chauds sont des panaches de magma venant des profondeurs du manteau et perçant les plaques lithosphériques. Les points chauds étant fixes, alors que la plaque lithosphérique se déplace sur le manteau, des volcans se créent successivement et s'alignent alors, le plus récent étant le plus actif car à l'aplomb du point chaud. Lorsque le point chaud débouche sous un océan, il va donner naissance à un chapelet d'îles alignées comme c'est le cas pour l'archipel d'Hawaï ou des Mascareignes. Si le point chaud débouche sous un continent, il va alors donner naissance à une série de volcans alignés. C'est le cas du mont Cameroun et de ses voisins. Cas exceptionnel, il arrive qu'un point chaud débouche sous une limite de plaque lithosphérique. Dans le cas de l'Islande, l'effet d'un point chaud se combine à celui de la dorsale médio-atlantique, donnant ainsi naissance à un immense empilement de lave permettant l'émersion de la dorsale. Les Açores ou les îles Galápagos sont d'autres exemples de points chauds débouchant sous une limite de plaque lithosphérique, en l'occurrence des dorsales.
Néanmoins, de nombreux volcans intra-plaque ne se présentent pas sur des alignements permettant d'identifier des points chauds profonds et permanents.

## Déroulement classique d'une éruption
Une éruption volcanique survient lorsque la chambre magmatique sous le volcan est mise sous pression avec l'arrivée de magma venant du manteau. Elle peut alors éjecter plus ou moins de gaz volcaniques qu'elle contenait selon son remplissage en magma. La mise sous pression est accompagnée d'un gonflement du volcan et de séismes très superficiels localisés sous le volcan, signes que la chambre magmatique se déforme. Le magma remonte généralement par la cheminée principale et subit en même temps un dégazage, ce qui provoque un trémor, c'est-à-dire une vibration constante et très légère du sol. Ceci est dû à des petits séismes dont les foyers sont concentrés le long de la cheminée.
Au moment où la lave atteint l'air libre, selon sa fluidité ou sa viscosité, elle s'écoule sur les flancs du volcan ou s'accumule au lieu d'émission, formant un bouchon de lave qui peut donner des nuées ardentes et/ou des panaches volcaniques lorsque celui-ci explose. Selon la puissance de l'éruption, la morphologie du terrain, la proximité de la mer, etc. d'autres phénomènes peuvent accompagner l'éruption : séismes, glissements de terrain, tsunamis, etc.
La présence éventuelle d'eau sous forme liquide — nappe phréatique, cours d'eau, lac de cratère, mer ou océan — sur la trajectoire du magma augmente son pouvoir explosif. En fragmentant les matériaux et en augmentant brutalement de volume en se transformant en vapeur, l'eau agit comme un multiplicateur du pouvoir explosif d'une éruption volcanique qui sera alors qualifiée de phréatique ou de phréato-magmatique.
La présence d'eau sous forme solide — calotte glaciaire, glacier, neige — peut provoquer des jökulhlaups — comme au Grímsvötn en 1996 —, lorsque le volume d'eau de fonte fait céder le glacier et entraîne des tephras. De fortes précipitations peuvent entraîner des coulées de boue ou lahars, pendant ou longtemps après une éruption.
L'éruption se termine lorsque la lave n'est plus émise. Les coulées de lave, cessant d'être alimentées, s'immobilisent et commencent à se refroidir et les cendres, refroidies dans l'atmosphère, retombent à la surface du sol. Mais les changements dans la nature des terrains par le recouvrement des sols par la lave et les tephras parfois sur des dizaines de mètres d'épaisseur peuvent créer des phénomènes destructeurs et meurtriers. Ainsi les cendres tombées sur des cultures les détruisent et stérilisent la terre pour quelques mois à quelques années, une coulée de lave bloquant une vallée peut créer un lac qui noiera des régions habitées ou cultivées, des pluies tombant sur les cendres peuvent les emporter dans les rivières et créer des lahars, etc.
Une éruption volcanique peut durer de quelques heures à plusieurs années et éjecter des volumes de magma de plusieurs centaines de kilomètres cubes. La durée moyenne d'une éruption est d'un mois et demi mais de nombreuses ne durent qu'une journée. Le Stromboli est en éruption de façon presque continue — avec de courtes pauses — depuis environ 2 400 ans.

## Classification des éruptions
Lors des débuts de la volcanologie, l'observation de quelques volcans a été à l'origine de la création de catégories basées sur l'aspect des éruptions et le type de lave émise. Chaque type est nommé selon le volcan référent. Le grand défaut de cette classification est d'être assez subjectif et de mal tenir compte des changements de type d'éruption d'un volcan.
Le terme de « cataclysmique » peut être ajouté lorsque la puissance de l'éruption entraîne de lourds dégâts environnementaux et/ou humains comme ce fut le cas pour le Santorin vers 1600 av. J.-C. qui aurait contribué à la chute de la civilisation minoenne, le Vésuve en 79 qui détruisit Pompéi, le Krakatoa en 1883 qui engendra un tsunami de quarante mètres de hauteur, le mont Saint Helens en 1980 qui rasa des hectares de forêt, etc.
Afin d'introduire une notion de comparaison entre les différentes éruptions volcaniques, l'indice d'explosivité volcanique, aussi appelée échelle VEI, fut mis au point par deux volcanologues de l'Université d'Hawaï en 1982. L'échelle, ouverte et partant de zéro, est définie selon le volume des matériaux éjectés, la hauteur du panache volcanique et des observations qualitatives.
Il existe deux grands types d'éruptions volcaniques dépendant du type de magma émis : effusives associées aux « volcans rouges » et explosives associées aux « volcans gris ». Les éruptions effusives sont les éruptions hawaïenne et strombolienne tandis que les explosives sont les vulcanienne, péléenne et plinienne. Ces éruptions peuvent se dérouler en présence d'eau et prennent alors les caractéristiques d'éruptions phréatique, phréato-magmatique, surtseyenne, sous-glaciaire, sous-marine et limnique.

## Géomorphologie volcanique

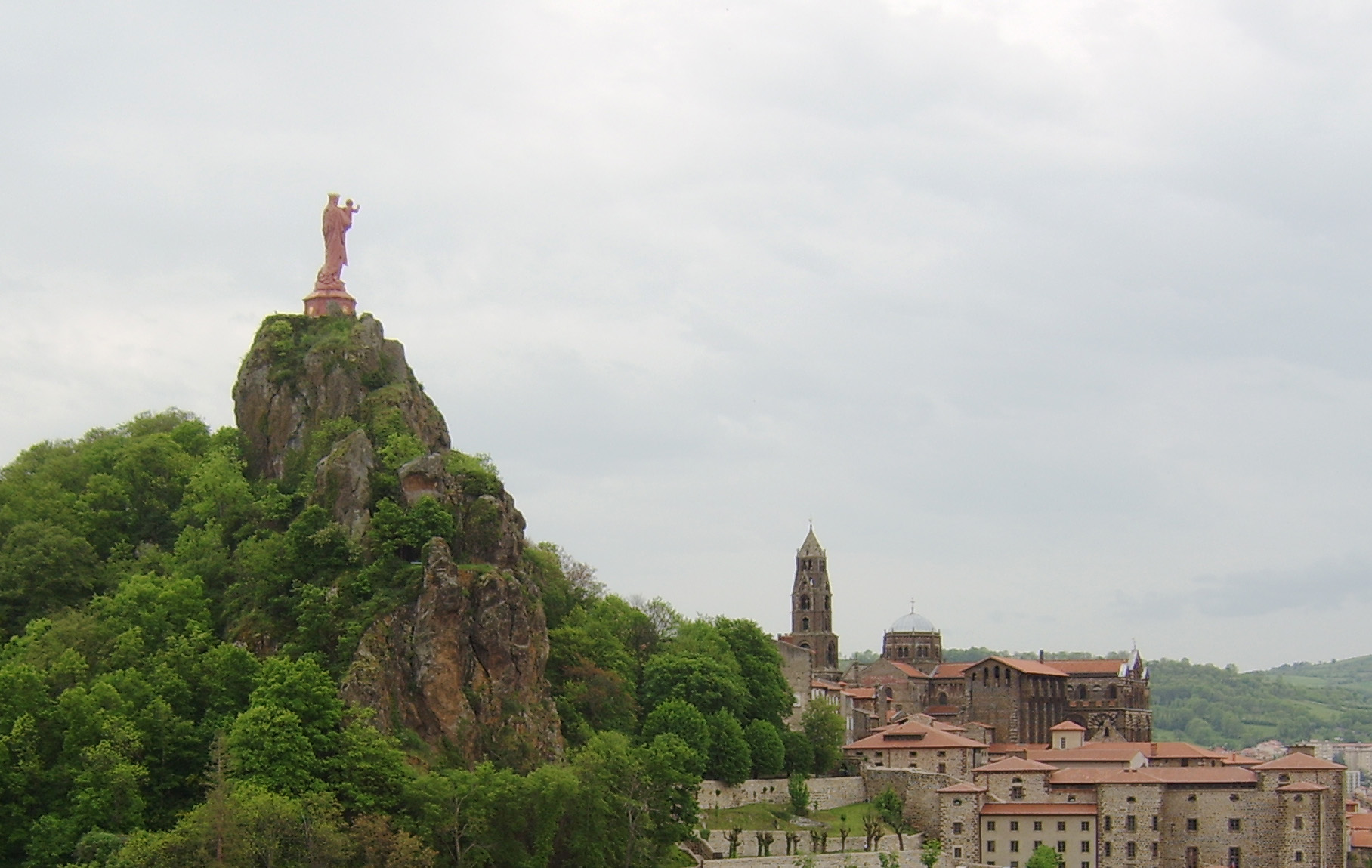
Neck au Puy-en-Velay en France.

Outre le volcan en lui-même, différentes formations géologiques sont directement ou indirectement liées à l'activité volcanique.
Certains reliefs ou paysages résultent du produit direct des éruptions. Il s'agit des cônes volcaniques en eux-mêmes formant des montagnes ou des îles, des dômes et des coulées de lave solidifiée, des tunnels de lave, des « pillow lavas » et les guyots des volcans sous-marins, des trapps formant des plateaux, des accumulations de tephras en tufs, des cratères et des maars laissés par la sortie de la lave, etc.
D'autres reliefs résultent d'une érosion ou d'une évolution des produits des éruptions. C'est le cas des dykes, necks, sills, roches intrusives, mesas et planèzes dégagés par l'érosion, des caldeiras et cirques résultant de l'effondrement d'une partie du volcan, des lacs de cratère ou formés en amont d'un barrage constitué des produits de l'éruption, des atolls coralliens entourant les vestiges d'un volcan sous-marin effondré, etc.

## Phénomènes paravolcaniques

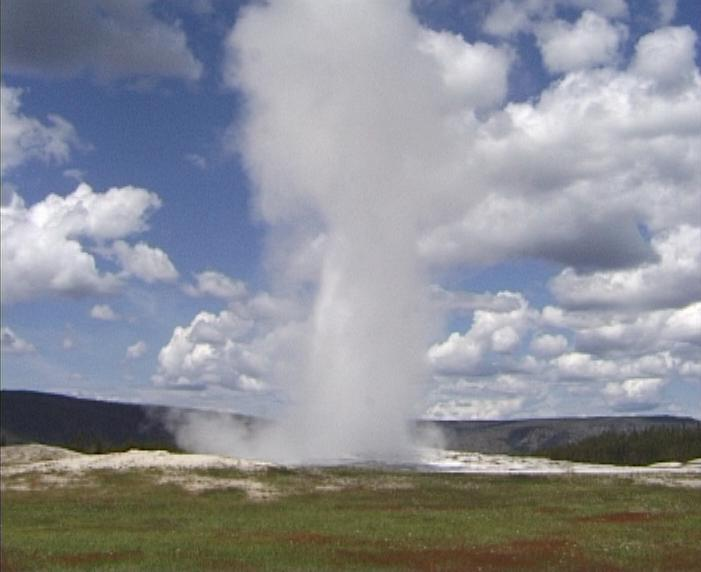
Le geyser Old Faithful à Yellowstone aux États-Unis en 2004.

Certaines activités géothermiques peuvent précéder, accompagner ou suivre une éruption volcanique. Ces activités sont en général présentes lorsqu'une chaleur résiduelle provenant d'une chambre magmatique réchauffe de l'eau provenant d'une nappe phréatique parfois jusqu'à l'ébullition. En surface, se produisent alors geysers, fumerolles, mares de boue, mofettes, solfatares ou encore dépôts de minéraux. Ces phénomènes peuvent être regroupés dans des « champs volcaniques ». Ces champs volcaniques se forment lorsque l'eau des nappes phréatiques est réchauffée par des réservoirs de magma situés à faible profondeur. C'est le cas des supervolcans comme Yellowstone aux États-Unis et des champs Phlégréens en Italie ou des champs géothermiques comme à Haukadalur en Islande.
Au niveau des dorsales océaniques, l'eau de mer s'infiltre dans les anfractuosités du plancher océanique, se réchauffe, se charge en minéraux et ressort au fond des océans sous la forme de fumeurs noirs ou de fumeurs blancs.
Dans un cratère possédant une activité de dégazage et de fumerolles, un lac acide peut se former par recueil des eaux de pluie. L'eau du lac est très acide avec un pH de 4 à 1, parfois très chaude avec une température de 20 à 85 °C et seules des cyanobactéries sont capables de vivre dans ces eaux alors teintées en bleu-vert. Ce type de lac est courant au niveau des grandes chaînes de volcans comme la ceinture de feu du Pacifique et dans la vallée du Grand Rift.

## Conséquence du volcanisme sur l'histoire de la Terre
Le volcanisme est né en même temps que la Terre, lors de la phase d'accrétion de sa formation il y a 4,6 milliards d'années. À partir d'une certaine masse, les matériaux au centre de la Terre subissent d'importantes pressions, créant ainsi de la chaleur. Cette chaleur, accentuée par la dégradation des éléments radioactifs, provoque la fusion de la Terre qui dissipe vingt fois plus de chaleur qu'aujourd'hui. Après quelques millions d'années, une pellicule solide se forme à la surface de la Terre. Elle est déchirée en de nombreux endroits par des flots de lave et par de grandes masses granitoïdes qui donneront les futurs continents. Par la suite, les plaques lithosphériques nouvellement créées se déchireront préférentiellement à des endroits précis où se formeront les volcans. Pendant cent millions d'années, les volcans rejetteront dans la maigre atmosphère de l'époque de grandes quantités de gaz : diazote, dioxyde de carbone, vapeur d'eau, oxyde de soufre, acide chlorhydrique, acide fluorhydrique, etc. Il y a 4,2 milliards d'années, malgré les 375 °C et la pression 260 fois supérieure à celle d'aujourd'hui, la vapeur d'eau se condense et donne naissance aux océans.
Le rôle de la formation des premières molécules organiques et de l'apparition de la vie sur Terre peut être imputé aux volcans. En effet, les sources chaudes sous-marines ou les solfatares et autres geysers offrent des conditions propices à l'apparition de la vie : de l'eau qui a lessivé des molécules carbonées, des minéraux, de la chaleur et de l'énergie. Une fois la vie répandue et diversifiée à la surface de la Terre, les volcans auraient pu provoquer à l'inverse de grandes extinctions : l'âge des grandes extinctions du vivant coïncide avec l'âge des trapps. Ces trapps auraient pu être provoqués par la chute de météorites ou l'éruption exceptionnelle de points chauds. Les effets combinés des gaz volcaniques et particules dispersés dans l'atmosphère auraient provoqué la disparition de nombreuses espèces par un hiver volcanique suivi d'une hausse de l'effet de serre par les changements dans la composition gazeuse de l'atmosphère.
Une des théories les plus acceptées pour l'apparition de l'homme serait l'ouverture du rift africain : uniformément humide au niveau de l'équateur, le climat africain se serait asséché à l'est du rift qui arrête les nuages venant de l'Ouest. Les hominidés, s'adaptant à leur nouveau milieu formé d'une savane, auraient développé la bipédie pour échapper à leurs prédateurs.
Encore de nos jours, les volcans participent à l'évacuation de la chaleur interne de la Terre et au cycle biogéochimique mondial en libérant les gaz, la vapeur d'eau et les minéraux engloutis dans le manteau au niveau des fosses de subduction.

## Incidence du volcanisme sur les activités humaines

### Croyances et mythes liés aux volcans

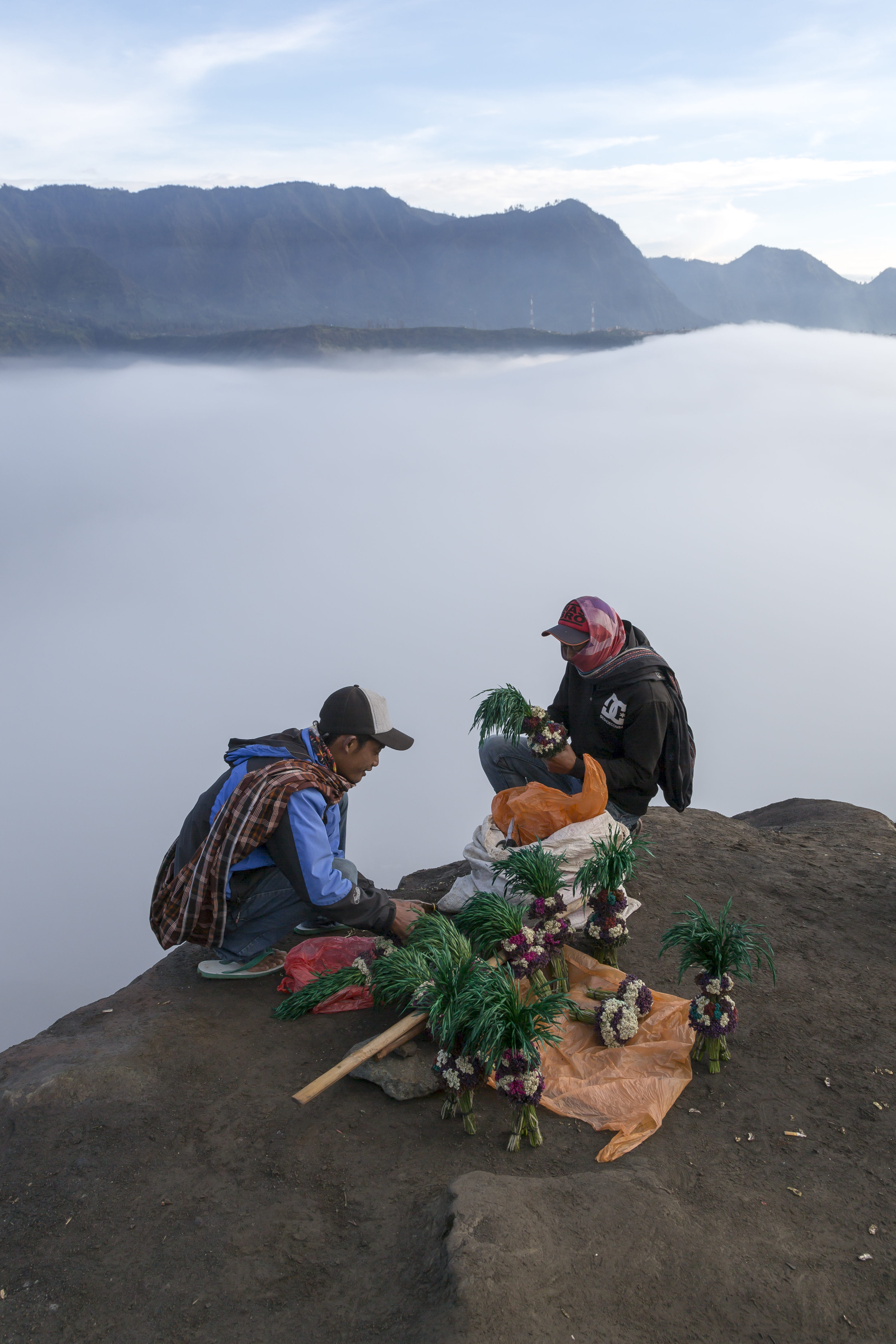
Chaque année a lieu, au bord du Bromo, une cérémonie populaire, le, festival hindou au cours duquel les pèlerins font sept fois le tour du sommet du volcan qui a fécondé le sol de leur île et est considéré comme un lieu sacré. Les familles y effectuent leurs rites funéraires et propitiatoires en jetant dans le cratère des offrandes (récoltes bénies, produits fermiers, animaux, gâteaux, fleurs). Satisfaites, les âmes des défunts s'envolent vers le soleil.

Depuis l'apparition de l'agriculture et la sédentarisation des sociétés, les hommes ont toujours côtoyé les volcans. Les louant pour les terres fertiles qu'ils offrent, ils les craignent aussi pour leurs éruptions et les morts qu'ils provoquent. Rapidement, par méconnaissance d'un phénomène naturel, les volcans sont craints, déifiés, considérés comme l'entrée du royaume des morts, des enfers et des mondes souterrains peuplés d'esprits malfaisants et sont l'objet de légendes et de mythes suivant les différentes cultures.
Dans les tribus d'Asie, d'Océanie et d'Amérique vivant à proximité de la ceinture de feu du Pacifique, les éruptions volcaniques sont considérées comme étant les manifestations de forces surnaturelles ou divines. Dans la mythologie maorie, les volcans Taranaki/Egmont et Ruapehu tombèrent tous deux amoureux du volcan Tongariro et une violente dispute éclata entre les deux. C'est la raison pour laquelle aucun Māori ne vit entre les deux volcans colériques, de peur de se retrouver pris au milieu de la dispute.
Parmi d'autres mythes et légendes, on peut signaler celui de Devils Tower qui se serait dressé pour sauver sept jeunes filles amérindiennes d'ours qui auraient griffé les parois rocheuses ou encore l'histoire de la déesse Pélé qui, chassée de Tahiti par sa sœur Namakaokahai, trouva refuge dans le Kīlauea et depuis, de rage, déverse des flots de lave d'un simple coup de talon.

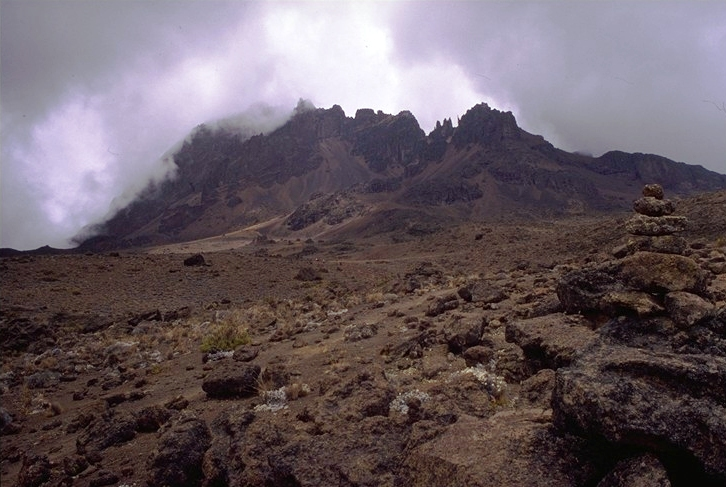
Sommet du mont Mawenzi en Tanzanie, 1996.

Chez les Incas, les caprices du Misti lui ont valu d'avoir son cratère obstrué par un bouchon de glace, punition infligée par le Soleil. Les Chagas de Tanzanie racontent que le Kilimandjaro, excédé par son voisin le volcan Mawensi, le frappa à grand coup de pilon, ce qui lui valut son sommet découpé. Pour les Amérindiens de l'Oregon, le mont Mazama était la demeure du dieu maléfique du feu et le mont Shasta celle du dieu bénéfique de la neige. Un jour les deux divinités sont entrées en conflit et le dieu du feu fut vaincu et décapité, créant ainsi Crater Lake.
Les volcans furent le lieu de sacrifices humains : enfants jetés dans le cratère du Bromo en Indonésie, chrétiens sacrifiés au mont Unzen au Japon, vierges précipitées dans le lac de lave du Masaya au Nicaragua, enfants jetés dans un lac de cratère pour calmer le volcan sous-lacustre d'Ilopango au Salvador, etc.
Pour les Grecs et les Romains, les volcans sont le lieu de vie d'Héphaïstos ou Vulcain. Les éruptions sont expliquées comme étant une manifestation divine : colère des dieux, présages, activité des forges d'Héphaïstos — que les Grecs situaient sous l'Etna — ou de celles de Vulcain — que les Romains plaçaient sous Vulcano — , etc.. Les cyclopes grecs pourraient être une allégorie des volcans avec leur cratère sommital tandis que le nom d'Héraclès dérive de hiera ou etna [réf. nécessaire], le mot grec servant à désigner les volcans. Aucune explication scientifique ou ne faisant pas intervenir les dieux n'était retenue.
Parmi les mythes grecs mettant en scène des volcans, le plus célèbre est celui narré par Platon dans le Timée et le Critias. Ces récits relatent la disparition de l'Atlantide, engloutie par les flots dans un gigantesque tremblement de terre suivi d'un tsunami. Ce mythe pourrait avoir pour origine l'éruption du Santorin vers 1600 av. J.-C. qui détruisit presque entièrement l'île, et qui serait en partie responsable de la chute de la civilisation minoenne. Cependant, aucune observation de l'éruption du Santorin ne fut consignée et ce n'est qu'au début du XXe siècle que l'on se rendit compte de la puissance de l'éruption.
Le poète romain Virgile, s'inspirant des mythes grecs, rapporta que lors de la gigantomachie, Encelade, en fuite, fut enseveli sous l'Etna par Athéna en guise de punition pour sa désobéissance aux dieux. Les grondements de l'Etna constituent ainsi les pleurs d'Encelade, les flammes sa respiration et le trémor ses tentatives de se libérer. Mimas, un autre géant, fut quant à lui englouti sous le Vésuve par Héphaïstos et le sang des autres géants vaincus jaillit des Champs Phlégréens à proximité.

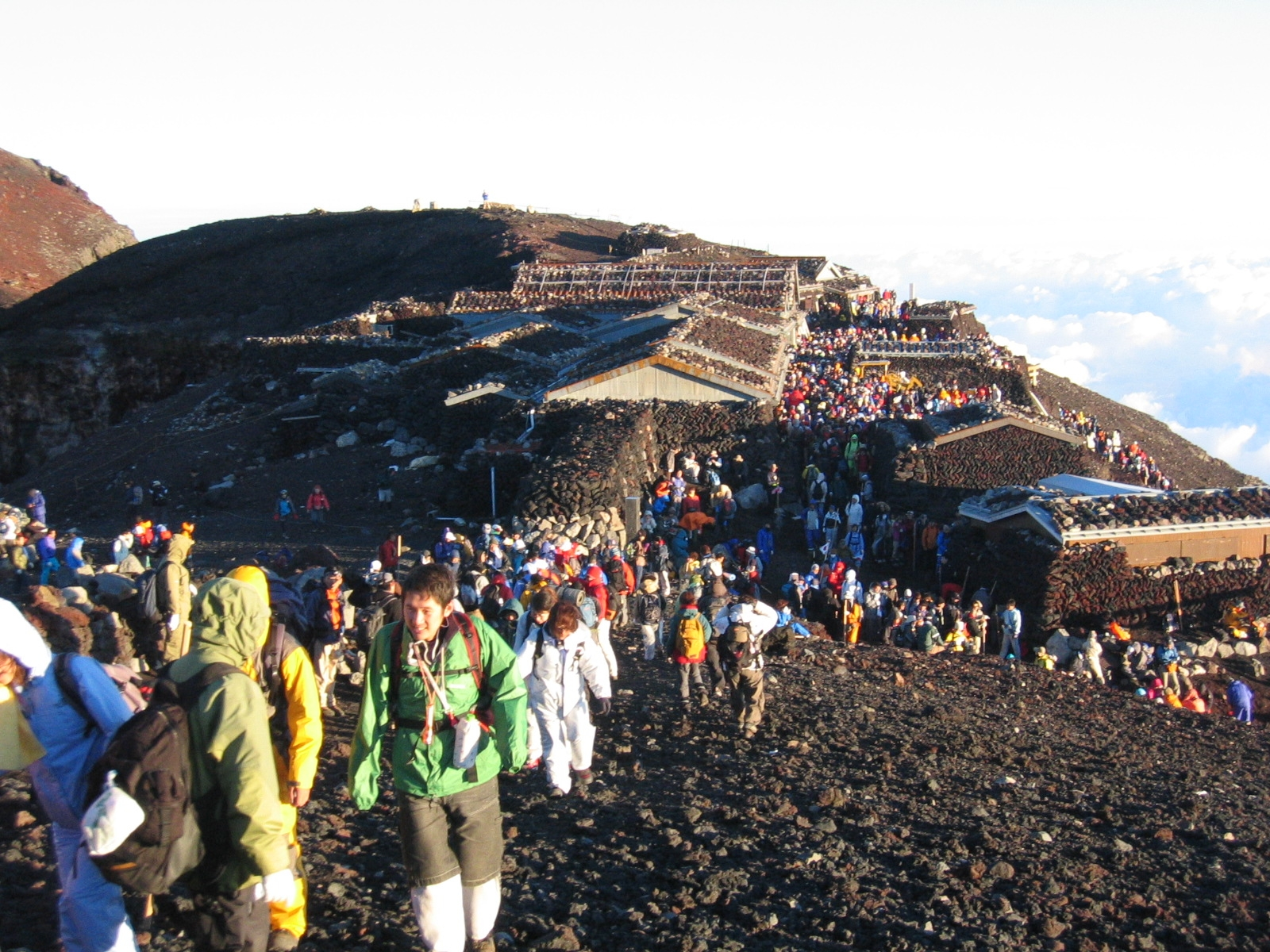
Randonneurs au sommet du mont Fuji en août 2005.

Dans le christianisme populaire, malgré quelques tentatives d'explications pré-scientifiques, les volcans étaient souvent considérés comme l'œuvre de Satan et les éruptions comme des signes de la colère de Dieu. Un certain nombre de miracles attribués à certains saints sont associés dans la tradition catholique à des éruptions : ainsi en 253, la ville de Catane fut épargnée lorsque les flots de lave de l'Etna se scindèrent en deux devant la procession transportant les reliques de sainte Agathe. Mais en 1669, la procession avec les mêmes reliques ne put éviter la destruction de la grande majorité de la ville.
En 1660, l'éruption du Vésuve fit pleuvoir aux alentours des cristaux de pyroxène noirs. La population les prit pour des crucifix et attribua ce signe à saint Janvier qui devint saint patron et protecteur de Naples. Depuis, à chaque éruption, une procession défile dans Naples pour implorer la protection du Saint. De plus, trois fois par an a lieu le phénomène de la liquéfaction du sang de saint Janvier qui, selon la tradition, s'il se produit, protège la ville de toute éruption du Vésuve.
Aujourd'hui encore, des processions religieuses sont associées aux volcans et à leur activité. À Hawaï, les habitants vénèrent encore Pélé et le mont Fuji est la montagne sacrée du shintoïsme de même que le Bromo pour les hindouistes indonésiens.

### Prévision éruptive
Un des objectifs de la volcanologie est de comprendre l'origine et le fonctionnement des volcans et des phénomènes assimilés afin d'établir un diagnostic sur les risques et les dangers encourus par les populations et les activités humaines. Les prévisions volcanologiques nécessitent la mise en œuvre d'instruments (la naissance de la volcanologie instrumentale date de 1980 lors de l'éruption du mont Saint Helens ; le volcan fut entièrement instrumenté à cette époque) et le savoir de plusieurs disciplines scientifiques. Les connaissances actuelles ne permettent aujourd'hui que de prédire le type des éruptions, sans savoir en revanche, à plus de que quelques heures à l'avance, quand elles auront lieu, combien de temps elles dureront et surtout leurs importances (volume de lave, intensité des dégagements, etc).
De plus en plus, la tendance est à la surveillance en continu les volcans actifs réputés dangereux à l'aide d'appareils télécommandés alimentés par piles solaires. À cet égard, l'équipement du Piton de la Fournaise, à La Réunion, pourtant réputé non dangereux, est exemplaire. Les mesures sont transmises par télémétrie à l'observatoire et toutes les dilatations, les tremblements et les variations de température sont enregistrés.
Les sécurités civiles des pays touchés tentent alors de trouver les justes compromis entre les risques et les précautions inutiles. Dans bon nombre de cas, les autorités se sont montrées peu attentives. Il y eut cependant certains succès comme en 1991 pour l'éruption du Pinatubo où les experts ont convaincu le gouvernement philippin d'organiser l'évacuation de 300 000 personnes. Malgré 500 victimes, 15 000 vies ont ainsi pu être épargnées.

### Les manifestations volcaniques dangereuses

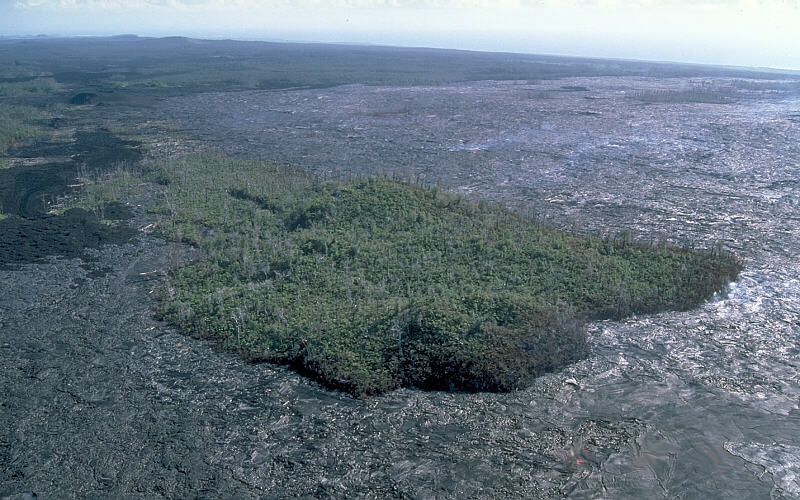
Paysage noyé sous la lave crachée par le Puʻu ʻŌʻō à Hawaï aux États-Unis en 1987.

Depuis 1600, les volcans ont fait 300 000 morts dans le monde, ce qui représente en 2011 :
- 35,5 % des victimes dues aux nuées ardentes ;
- 23 % aux famines et épidémies (chiffre essentiellement dû aux conséquences de l'éruption du Tambora en 1815 qui a fait plus de 60 000 victimes) ;
- 22,5 % au lahars et glissements de terrain ;
- 14,9 % aux tsunamis ;
- 3 % aux chutes de téphras ;
- 1,3 % aux gaz ;
- 0,3 % aux coulées de lave.

#### Coulées de lave
Contrairement à la croyance populaire, les coulées de lave font en général plus de dégâts matériels que de victimes (cf. les 0,3 % ci-dessus) car même si elles peuvent être très rapides avec plusieurs dizaines de kilomètres par heure, leur comportement est généralement prévisible, laissant le temps aux populations d'évacuer. En 2002, le lac de lave du cratère du Nyiragongo se vide à la faveur de failles qui se sont ouvertes dans le volcan : deux coulées atteignent la ville de Goma au Congo démocratique, font 147 morts et détruisent 18 % de la ville. Ces fleuves de matière en fusion laissent peu de chance à la végétation et aux constructions se trouvant sur leur passage, les consumant et les ensevelissant dans une gangue de roche.

#### Nuées ardentes

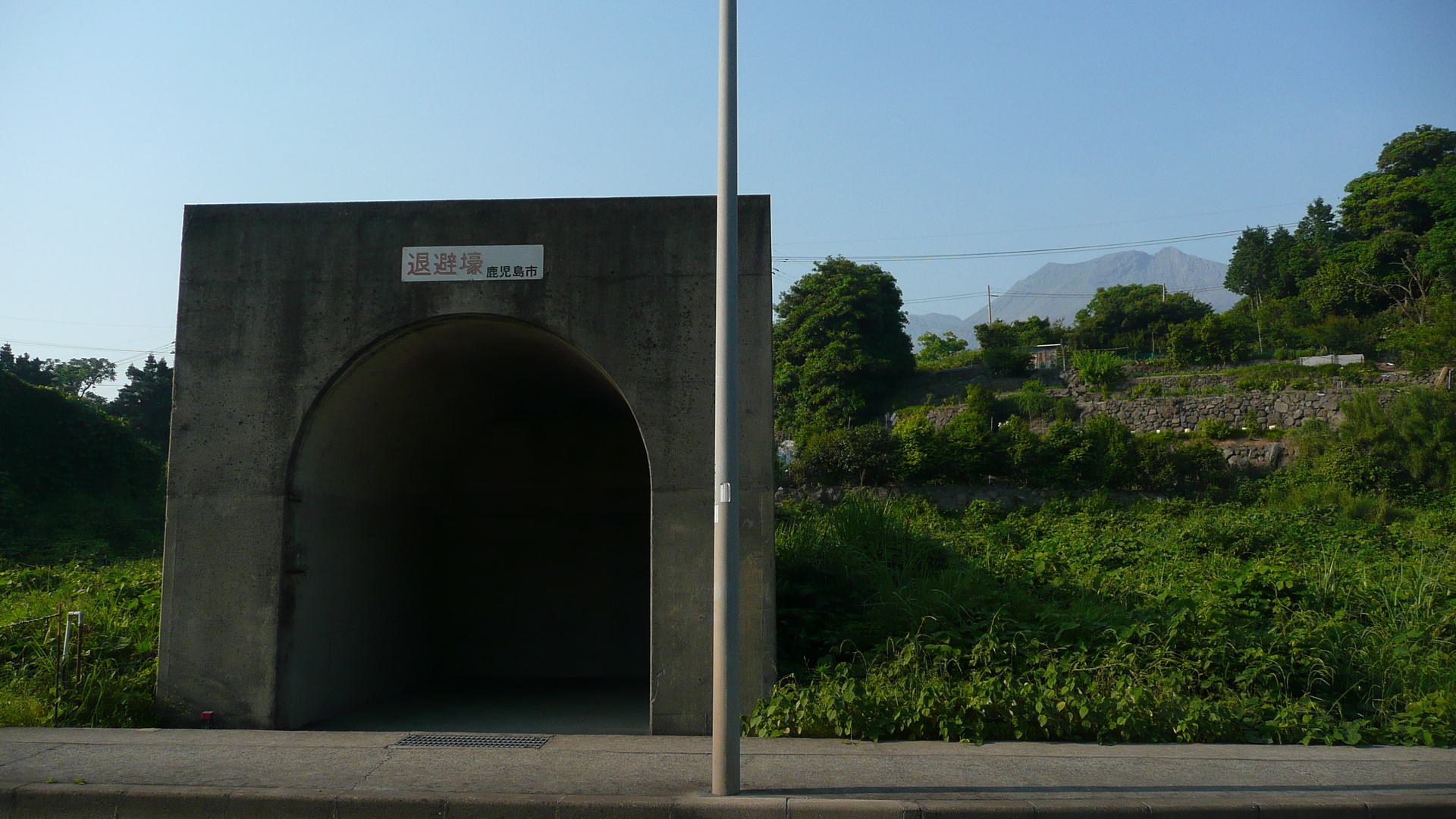
Sur le volcan Sakurajima (en arrière-plan), une trentaine d'abris de béton et une vingtaine de bâtiments d'évacuation permettent de se protéger contre les retombées de téphras. Les habitants de la presqu'île volcanique gardent un casque en réserve et les écoliers le portent sur leur trajet scolaire.

Appelées aussi coulées pyroclastiques, les nuées ardentes sont des nuages gris qui dévalent les pentes des volcans à plusieurs centaines de kilomètres par heure, atteignent les 600 °C et parcourent des kilomètres avant de s'arrêter.
Nés de l'effondrement d'un dôme ou d'une aiguille de lave, ces nuages composés de gaz volcaniques et de téphras glissent sur le sol, franchissent des crêtes et consument tout sur leur passage. Les empilements des matériaux transportés par les nuées ardentes peuvent s'accumuler sur des dizaines de mètres d'épaisseur et sont à l'origine des étendues d'ignimbrites.
Les plus meurtrières sont celles du Krakatoa en 1883 qui ont fait 36 000 morts. En 1902, une coulée pyroclastique née de la montagne Pelée en Martinique a rasé la ville de Saint-Pierre et tué ses 29 000 habitants. Plus récemment, le réveil de la Soufrière de Montserrat a provoqué la destruction de Plymouth, la capitale de l'île, et rendu inhabitable la grande majorité de l'île à cause des passages répétés de nuées ardentes.

#### Cendres volcaniques

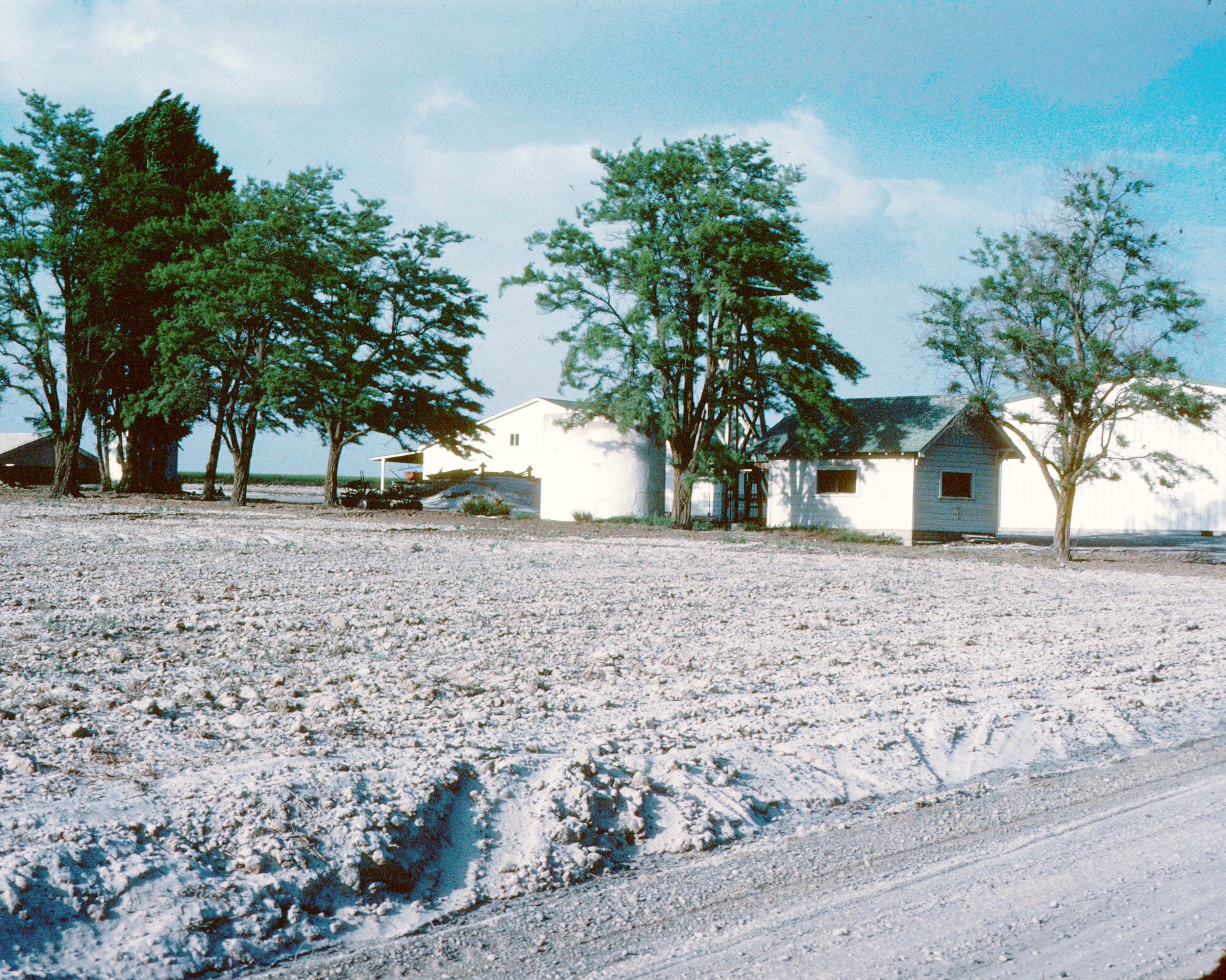
Champ recouvert de cendres volcaniques rejetées par le mont Saint Helens aux États-Unis en 1980.

Expulsées par des panaches volcaniques, les cendres volcaniques peuvent retomber et recouvrir des régions entières sous une épaisseur de plusieurs mètres, provoquant la destruction des cultures et l'apparition de famines comme ce fut le cas après l'éruption du Laki de 1783 en Islande, l'effondrement des toits des habitations sur leurs occupants, la formation de lahars en cas de pluies, etc.

#### Séismes
Les séismes peuvent être provoqués à la suite de la vidange de la chambre magmatique lorsque le volcan s'effondre sur lui-même et forme une caldeira. Les multiples glissements des parois du volcan génèrent alors des séismes qui provoquent l'effondrement des bâtiments parfois fragilisés par des chutes de cendre volcanique.

#### Tsunamis
Les tsunamis peuvent être générés de multiples manières lors d'une éruption volcanique comme avec l'explosion d'un volcan sous-marin ou à fleur d'eau, la chute de parois ou de nuées ardentes dans la mer, l'effondrement du volcan sur lui-même mettant en contact direct l'eau avec le magma de la chambre magmatique, des mouvements de terrain liés à la vidange de la chambre magmatique, etc. En 1883, l'explosion du Krakatoa généra un tsunami qui, associé aux nuées ardentes, fit 36 000 victimes, en 1792 celle du mont Unzen en fit 15 000.

#### Glissements de terrain
À la manière des nuées ardentes, les glissements de terrain peuvent provoquer des avalanches meurtrières. Dans de rares cas, c'est une grande partie ou la majorité du volcan qui se désagrège sous la pression de la lave. En 1980, le mont Saint Helens a surpris les volcanologues du monde entier lorsque la moitié du volcan s'est disloquée. Certains scientifiques, se croyant à l'abri sur des collines environnantes, se sont fait piéger et ont péri dans la gigantesque nuée ardente qui a suivi.

#### Gaz volcaniques
Les gaz volcaniques sont le danger le plus sournois des volcans. Ils sont parfois émis sans aucun autre signe d'activité volcanique lors d'une éruption limnique. En 1986, au Cameroun, une nappe de dioxyde de carbone est sortie du lac Nyos. Étant plus lourd que l'air, ce gaz a dévalé les pentes du volcan et a tué 1 800 villageois et plusieurs milliers de têtes de bétail dans leur sommeil par asphyxie.

#### Lahars

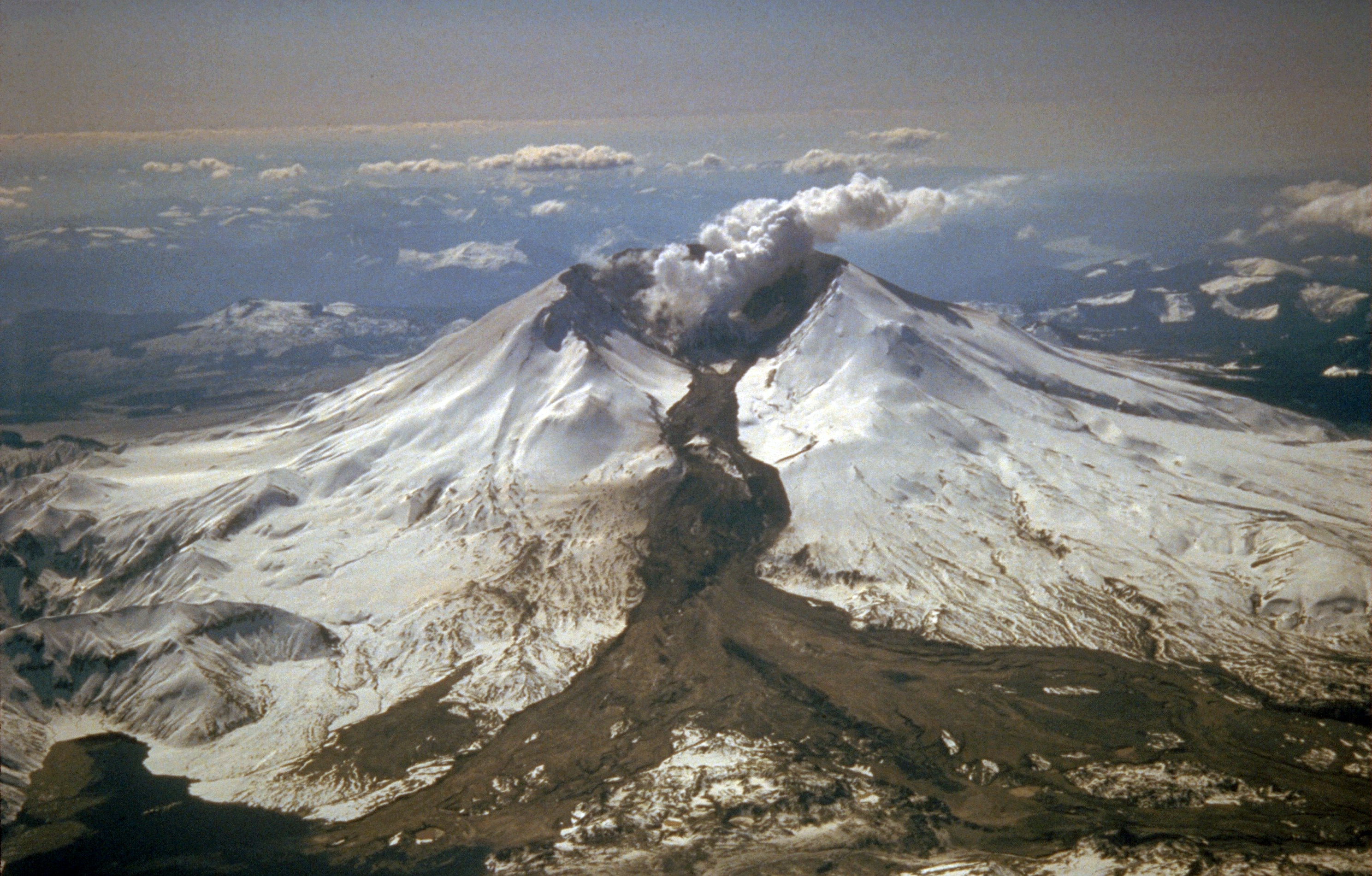
Dépôts résultants du passage de lahars sur les pentes du mont Saint Helens aux États-Unis en 1982.

Les lahars sont des coulées boueuses formées d'eau, de téphras en majorité de cendres volcaniques froides ou brûlantes, très denses et lourdes et charriant quantité de débris tels des blocs rocheux, des troncs d'arbres, des restes de bâtiments, etc. Les lahars se forment lorsque des pluies importantes survenant lors de cyclones tropicaux ou des pluies synoptiques prolongées s'abattent sur des cendres volcaniques. Ils peuvent survenir des années après une éruption volcanique tant que des cendres peuvent être entraînées. En 1985, 24 000 habitants de la ville colombienne d'Armero furent engloutis sous un lahar né sur les pentes du Nevado del Ruiz.

#### Jökulhlaup
Le jökulhlaup est un type de crue particulièrement puissant et brutal. Il se forme lorsqu'une éruption volcanique survient sous un glacier ou une calotte glaciaire et que la chaleur du magma ou de la lave parvient à faire fondre de grandes quantités de glace. Si l'eau de fonte ne peut s'évacuer, elle forme un lac qui peut se vider lorsque la barrière qui le retient formée par une paroi rocheuse ou un glacier se rompt. Un flot mêlant lave, téphras, boue, glace et blocs rocheux s'échappe alors du glacier, emportant tout sur son passage. Les jökulhlaup les plus fréquents se déroulent en Islande, autour du Vatnajökull.

#### Acidification des lacs
L'acidification des lacs est une autre conséquence possible de la présence d'un volcan. L'acidification a pour effet d'éliminer toute forme de vie des eaux et de leurs abords et peut même constituer un danger pour les populations riveraines. Ce phénomène survient lorsque des émanations de gaz volcaniques débouchent au fond d'un lac, celui-ci va alors les piéger par dissolution ce qui acidifie les eaux.

#### Hivers volcaniques
Les cendres, gaz volcaniques et gouttelettes d'acide sulfurique et d'acide fluorhydrique expulsées dans l'atmosphère par des panaches volcaniques peuvent provoquer des pluies acides et des « hivers volcaniques » qui abaissent les températures et peuvent provoquer des famines, des hivers rigoureux ou des étés froids à l'échelle mondiale comme ce fut le cas pour les éruptions du Samalas en 1257, du Tambora en 1815 et du Krakatoa en 1883.
Des recherches récentes montrent que les éruptions volcaniques ont un impact significatif sur le climat mondial et doivent être considérées comme des phénomènes catalytiques essentiels pour expliquer les changements écologiques et les bouleversements historiques.

### Atouts liés aux volcans

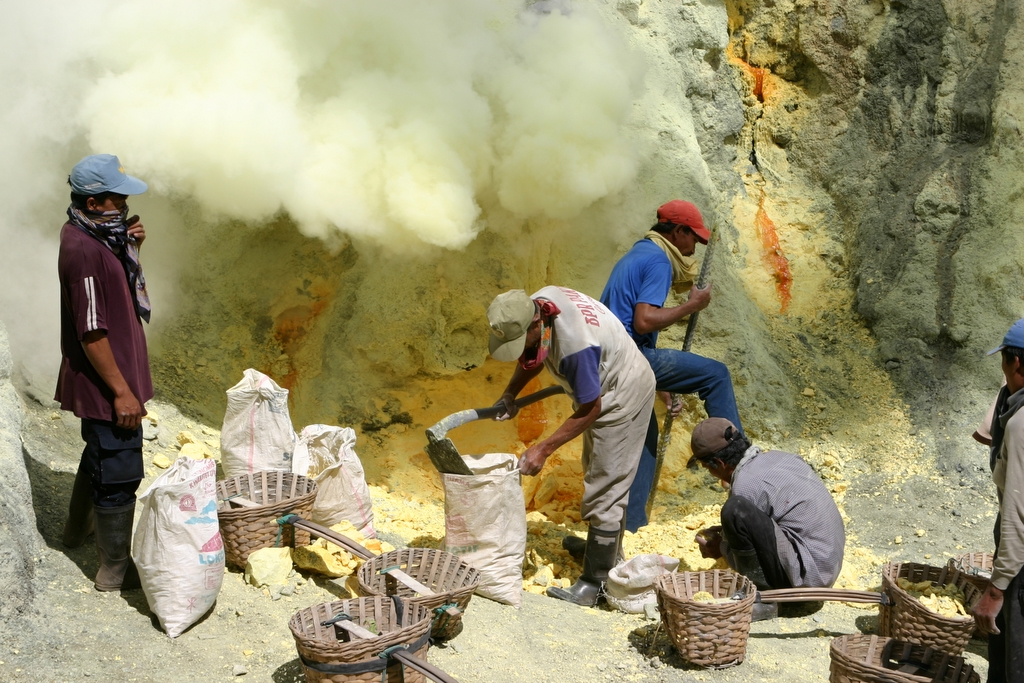
Récolte de minerai de soufre dans le cratère du Kawah Ijen en Indonésie, 2005.

Par certains aspects, l'homme peut tirer profit de la présence des volcans avec :
- l'exploitation de l'énergie géothermique pour production d'électricité, le chauffage des bâtiments ou des serres pour les cultures ;
- la fourniture de matériaux de construction, ou à usage industriel tels que :
  - le basalte qui sert de pierres de construction, de ballast ou de gravas concassé ;
  - la ponce et la pouzzolane qui servent, entre autres, d'isolant dans les bétons ;
  - l'extraction des minerais de soufre, de cuivre, de fer, de platine, de diamants, etc.
- la fertilisation des sols tels les versants de l'Etna qui constituent une région à très forte densité agricole en raison de la fertilité des sols volcaniques et où d'immenses vergers d'agrumes sont implantés. Ces sols volcaniques fertiles font vivre 350 millions de personnes dans le monde[48].

Un volcan contribue aussi au tourisme en proposant un panorama, des destinations de randonnée, du thermalisme ou même un lieu de pèlerinage aux visiteurs.
Même dans le domaine artistique, leur influence se fait sentir : certaines éruptions fortement émettrices de cendres volcaniques comme celle du Tambora en 1815 ont généré des couchers de soleil spectaculaires durant plusieurs années. Certains peintres comme Turner ont su capter cette lumière à travers des œuvres originales qui annoncent l'impressionnisme.

## Volcanologie
La volcanologie ou (beaucoup plus rarement) vulcanologie est la science qui étudie les phénomènes volcaniques, leurs produits et leurs mises en place : volcans, geysers, fumerolles, éruptions volcaniques, magmas, laves, tephras, etc. Un volcanologue ou vulcanologue est le scientifique spécialiste de cette discipline liée à la géophysique, à la sismologie et à la géologie dont elle est une spécialité.
Les objectifs de cette science sont de comprendre l'origine et le fonctionnement des volcans et des phénomènes assimilés afin d'établir un diagnostic, pour une période déterminée, des risques et des dangers encourus par les populations et les activités humaines. Les études et les recherches se déroulent dans un premier temps sur le terrain afin de procéder à des collectes d'informations sous la forme d'observations, de mesures et d'échantillonnages et dans un second temps en laboratoire afin d'analyser et d'interpréter les données et les échantillons. En effet, la gestion des effets même d'une éruption une fois qu'elle se produit est impossible. Seules quelques opérations de détournement de coulée de lave ont réussi sur l'Etna en Italie et à Heimaey en Islande.
Seule la prévention permet de limiter ou d'éviter les effets d'une éruption volcanique. Cette prévention passe par une observation du volcan et des signes avant-coureurs d'une éruption : émissions de gaz volcaniques, gonflement et dégonflement du volcan, séismes mineurs, anomalies thermiques, etc. L'évacuation de manière temporaire et dans l'urgence des zones en danger est le moyen de prévention le plus employé. Néanmoins, il existe des moyens de prévention à long terme comme l'évacuation totale des zones les plus exposées aux risques volcaniques, l'élaboration de plans de prévention, d'évacuation, de secours et de sensibilisation des populations, etc.

## Volcans sous-marins

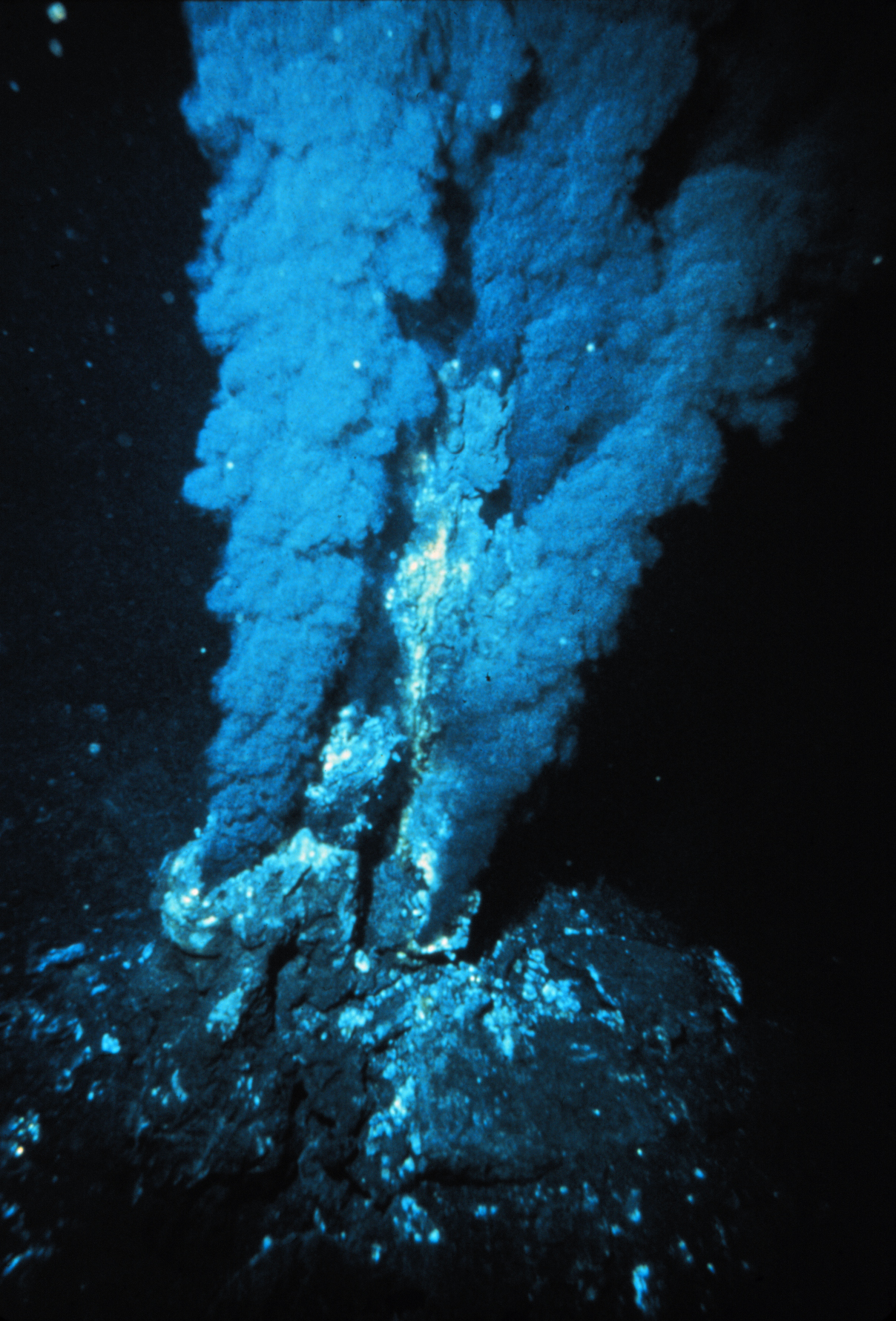
Fumeurs noirs au niveau de la dorsale médio-Atlantique.

Les volcans sous-marins sont les plus nombreux sur Terre. On estime que 75 % des volcans et des matériaux ignés émis par les volcans le sont au niveau des dorsales océaniques. Les volcans faille se trouvent en grande majorité le long des dorsales océaniques où ils émettent des laves fluides. Ces laves, soumises aux eaux froides comprises entre un et deux degré Celsius et à la forte pression, prennent la forme de boules : ce sont les « pillow lavas ».
Les autres volcans situés le long des fosses de subduction et ceux formés par un point chaud donnent naissance à une montagne sous-marine à sommet plat et à pente très raide : un guyot. Lorsqu'un volcan sous-marin parvient à atteindre la surface, il émerge dans une éruption de type surtseyenne. Deux volcans sous-marins sont célèbres et surveillés : le Kamaʻehuakanaloa qui sera le prochain volcan d'Hawaï à émerger de l'océan Pacifique et le Kick-'em-Jenny au nord de l'île de la Grenade dans les Antilles et qui est très proche de la surface et a une activité explosive.
Le massif Tamu est un volcan bouclier sous-marin considéré comme le plus vaste volcan de la Terre et l'un des plus grands du système solaire.

## Volcans extra-terrestres

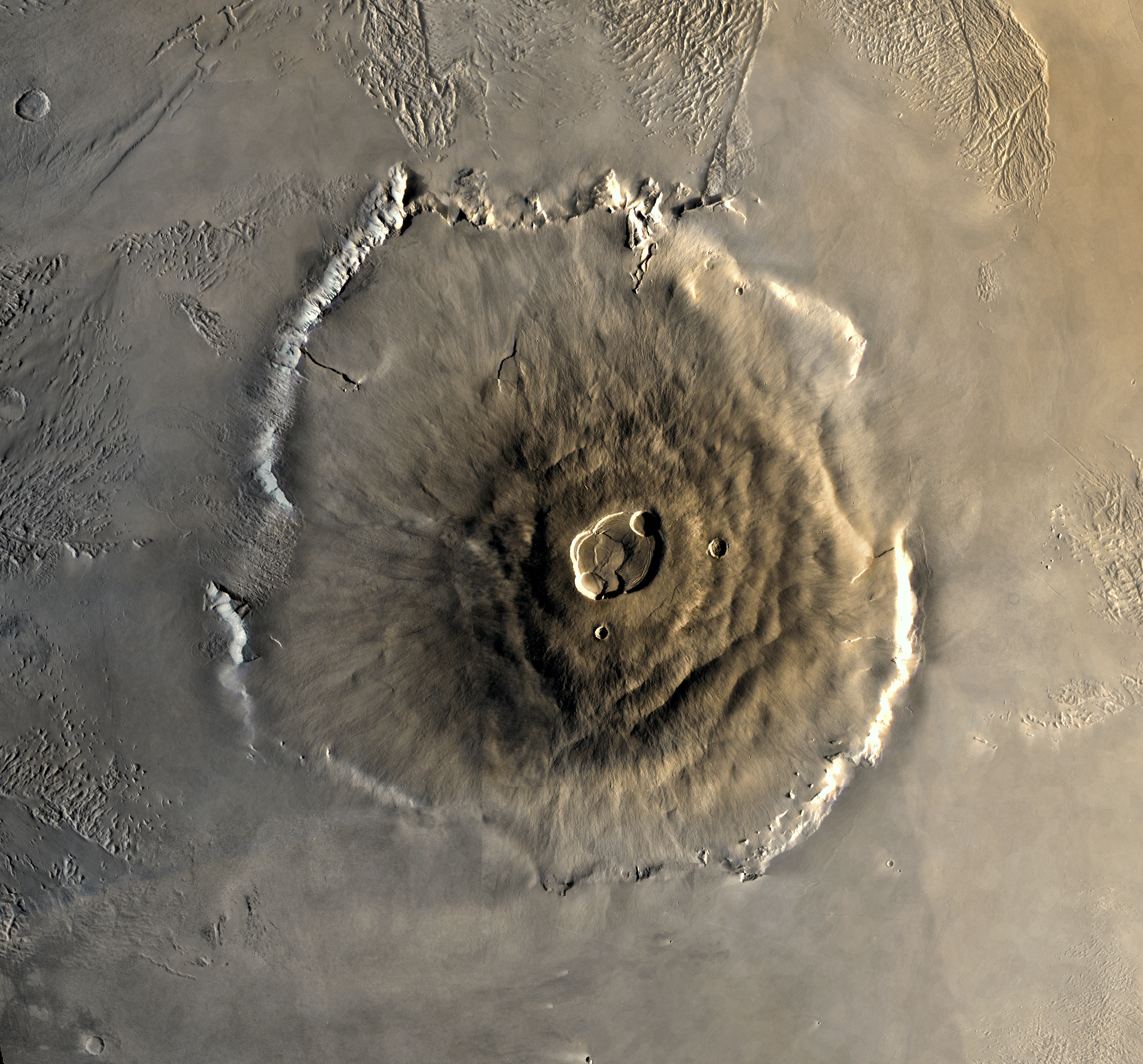
Image satellite de lOlympus Mons sur Mars prise par la sonde Viking 1 en 1978.

La Terre n'est pas la seule planète du Système solaire à connaître une activité volcanique.
Vénus connaît un intense volcanisme avec 500 000 édifices volcaniques, Mars comporte l'Olympus Mons, un volcan considéré comme éteint et haut de 22,5 kilomètres faisant de lui le plus haut sommet du Système solaire, la Lune est couverte par les « maria lunaires », d'immenses champs de basalte.
Des volcans existent aussi sur des satellites de Jupiter et de Neptune, notamment Io et Triton. La sonde Voyager 1 a permis de photographier en mars 1979 une éruption sur Io, tandis que Voyager 2 a fait découvrir sur Triton en août 1989 des traces de cryovolcanisme et des geysers. Encelade, satellite de Saturne, est le siège de cryovolcans (voir l'article Encelade, section Cryovolcanisme). La composition chimique variant considérablement entre les planètes et les satellites, le type d'éjecta est très différent de ceux émis sur Terre tels du soufre, de la glace d'azote, etc.

## Volcans dans les médias
L'éruption d'un volcan à proximité d'une zone peuplée est très souvent vécue comme un événement majeur dans la vie d'un pays car, outre le caractère spectaculaire et inattendu d'une éruption, celle-ci nécessite une surveillance et, parfois, l'évacuation et la prise en charge des personnes en danger.
Les volcans sont parfois les acteurs principaux de certains films catastrophes comme Le Pic de Dante et Volcano ou le docu-fiction Supervolcan de la BBC et de Discovery Channel qui met en scène le réveil du supervolcan de Yellowstone dans une éruption d'indice d'explosivité volcanique de 8. Le film Stromboli raconte l'histoire d'une femme étrangère qui ne parvient pas à s'intégrer sur l'île volcanique Stromboli, en raison de différences de mentalité avec ses habitants, y compris son mari qu'elle a épousé dans la précipitation dans un camp de prisonnier.
Plus couramment, les volcans font l'objet de nombreux documentaires télévisés scientifiques, informatifs ou de vulgarisation.

## Records
- Plus hauts volcans :
  - hauteur totale : Mauna Kea, à Hawaï, avec 10 230 mètres au-dessus du plancher océanique, pour une altitude de 4 207,5 mètres[51] ;
  - altitude : Nevado Ojos del Salado, au Chili, avec 6 887 mètres d'altitude[52].
- Plus grand volcan d'Europe : le Cantal avec 2 700 km2 et 70 km de diamètre[53].
- Plus grande éruption (en volume de matériaux éjectés) : Toba il y a 73 000 ans avec 2 800 km3
- Plus petite éruption (en volume de matériaux éjectés) : forage géothermique à Hverarönd en Islande en 1977 avec 1,2 m3 de basalte[54],[55].
- Volcan le plus actif : le Kīlauea et le piton de la Fournaise se disputent le record avec une éruption tous les un an à un an et demi.
- Plus jeune volcan : Ardoukôba avec une première éruption en novembre 1978 tandis que le Paricutín a connu sa première éruption en 1943.
- Plus grande caldeira ou plus grand cratère volcanique terrestre : Toba formé il y a 73 000 ans avec cent kilomètres de longueur sur trente kilomètres de largeur.
- Plus grand nombre de victimes : Tambora sur l'île de Sumbawa en Indonésie en 1816 avec 88 000 morts liés directement à l'éruption et 200 000 morts supplémentaires par famine.
- Éruption volcanique la plus bruyante : Krakatoa en Indonésie le 27 août 1883 où l'explosion fut entendue jusqu'à Rodrigues à 500 kilomètres à l'est de l'île Maurice, soit à 4 811 kilomètres de distance de l'éruption[55].
- Plus grand panache volcanique : Hunga Tonga en 2022 aux Tonga avec une hauteur de 57 kilomètres[56].
- Plus longue coulée de lave : à Undara en Australie avec 160 kilomètres de longueur[55].